# Szamotuły
Szamotuły (niem. Samter) – miasto w województwie wielkopolskim, w powiecie szamotulskim, siedziba gminy miejsko-wiejskiej Szamotuły. Położone nad rzeką Samą, na Pojezierzu Wielkopolskim, ok. 35 km na północny zachód od centrum Poznania.
Według danych GUS z 1 stycznia 2023, miasto liczyło 18 398 mieszkańców.
Prywatne miasto szlacheckie lokowane w 1383 roku położone było w XVI wieku w województwie poznańskim.

## Położenie
Szamotuły położone są nad rzeką Samą na około 35 kilometrów na północny zachód od Poznania. Powierzchnia miasta wynosi około 10 km².

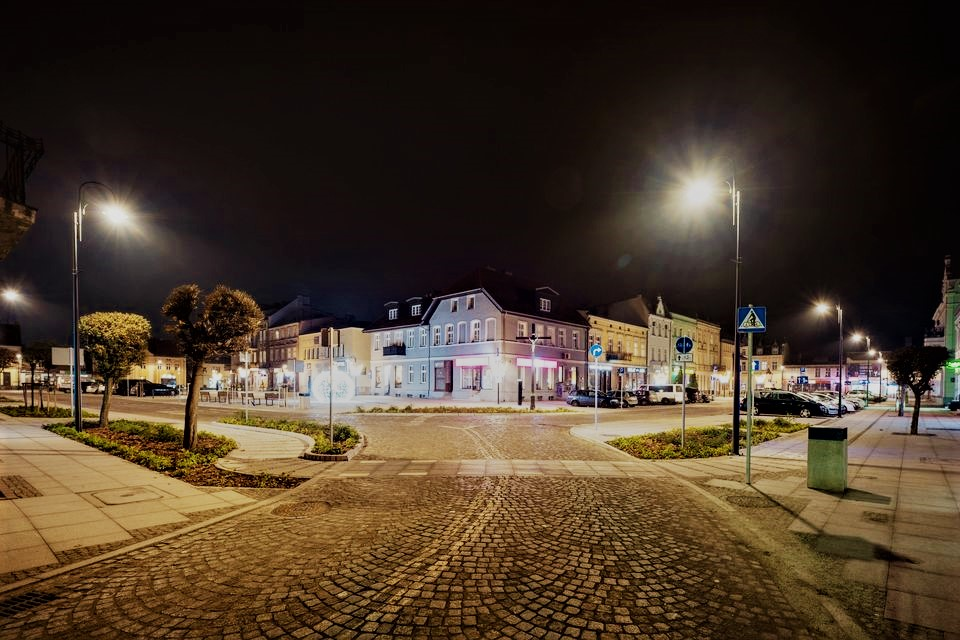
Rynek nocą

## Toponimia
W najstarszej znanej wzmiance o miejscowości, z 1231 r., podana jest nazwa de Samotul, zaś w późniejszych pojawiają się formy Schamothule (1248), Samotuli (1298), Schamotuli (1303), Schamothuli (1349). Pierwotną formą nazwy była Samotuły, czyli nazwa rodowa od przezwiska złożonego Samotuł (człon drugi pochodzi od staropolskiego tuł, czyli sajdak, lub tulić, czyli chować). Zmiana początkowego S na Sz podyktowana była ucieczką przed rzekomą wymową gwarową.

## Historia
Najstarsze ślady szamotulskiej osady sięgają XI wieku. W odległości 2,5 kilometra od dzisiejszego rynku na północ znajdowała się osada Szamotulskich herbu Nałęcz. Z kolei najstarsza wzmianka o miejscowości pochodzi z 1231 roku, a przed 1257 rokiem Przemysł I – książę wielkopolski nadał osadzie prawo do odbywania targów. Prawo to potwierdził w 1284 roku Przemysł II, książę wielkopolski, a później król Polski. W tamtej osadzie w XII bądź XIII wieku wybudowano kościół pod wezwaniem św. Marcina (pierwsza wzmianka o kościele pochodzi z 1298 roku). W niektórych źródłach mowa jest również o wcześniejszym kościele św. Trójcy powstałym w XI bądź XII wieku.
Na południe od osady Szamotulskich powstała nowa osada, która w 1284 roku od Przemysła II uzyskała prawo odbywania targów. Prawdopodobnie 1292 roku w osadzie tej wzniesiono drewniany kościół pod wezwaniem św. Stanisława (pierwsza wzmianka o kościele pochodzi z 1306 roku).

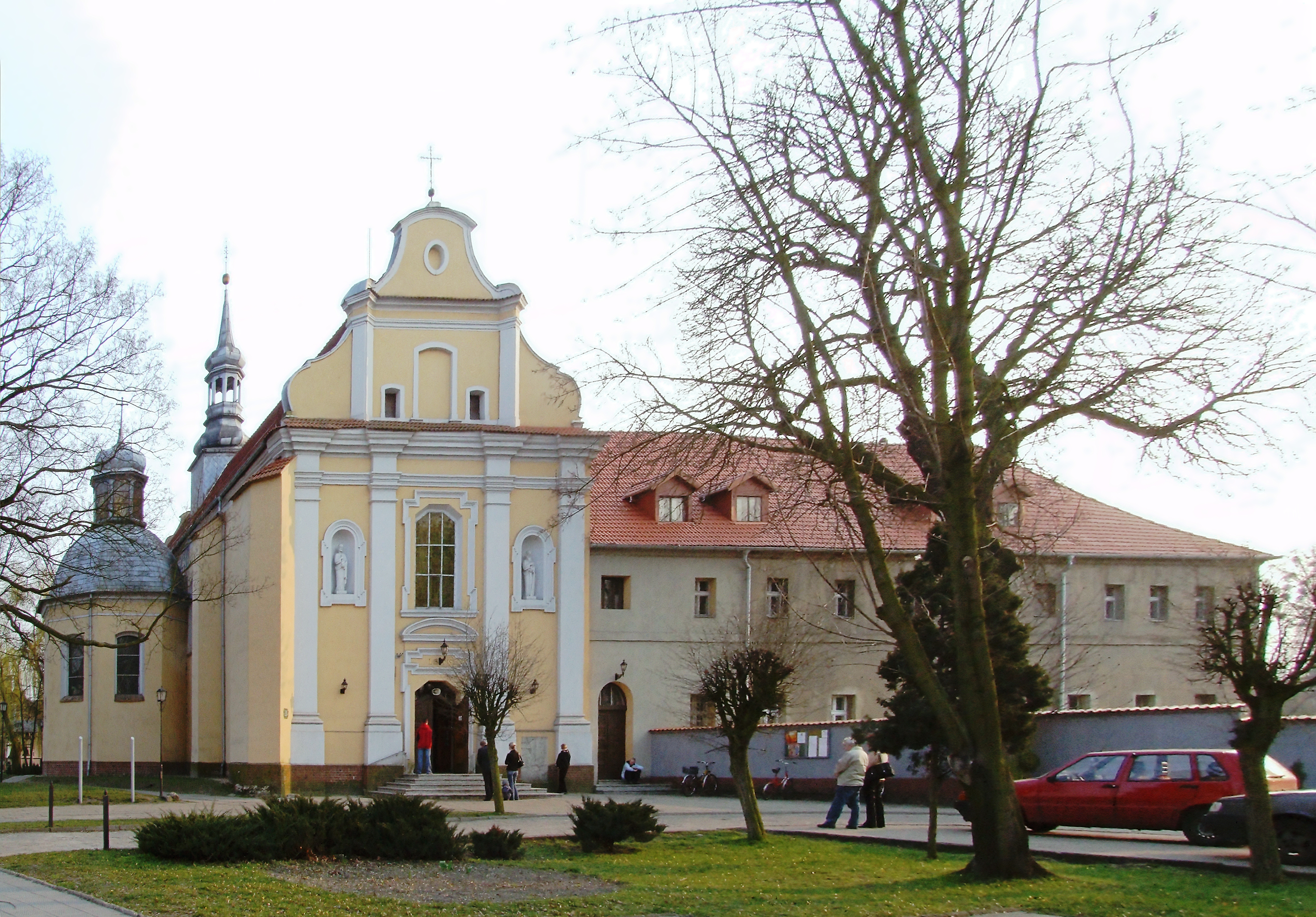
Kościół św. Krzyża w Szamotułach i dawny klasztor

Po powstaniu nowej osady, starą zaczęto nazywać Starymi Szamotułami. Prawdopodobnie ta osada, w 1383 roku uległa zniszczeniu w wojnie domowej pomiędzy Nałęczami i Grzymalitami. Starej osadzie nie przywrócono dawnej świetności, a na początku XIX wieku ostatecznie zniknęła z map. Skupisko żydowskie pojawiło się w Szamotułach w 1403 roku. Kościół św. Marcina do 1486 roku był kościołem parafialnym, następnie został wcielony do parafii św. Stanisława. Kościół św. Marcina istniał jeszcze w 1787 roku, przestał funkcjonować przed 1797 rokiem.
Na południe od obecnego rynku, na prawym brzegu Samy znajdowała się osada. Obszar ten nosił nazwę Świdlin-Ostrówek, a to z uwagi na rosnące tam gęste drzewa i krzewy derenia-świdwy. Z nasion świdwy uzyskiwano olej wykorzystywany do oświetlania. Nasiona świdwy stały się podstawą przemysłu olejarskiego w Szamotułach w XIV wieku. Oprócz nazwy obszaru również ród Nałęczów szamotulskich zaczerpnął swą nazwę od tego krzewu. Osada leżała na terenie, przez który przebiegał stary szlak handlowy prowadzący z Wielenia przez Wronki do Poznania. Osada w 1352 roku należała do Dzierżykraja (zwanego Świdwą), a następnie do jego wnuka Sędziwoja Świdwy, wojewody poznańskiego. Prawdopodobnie to za jego sprawą w drugiej połowie XIV wieku wybudowano murowany zamek (pierwsza wzmianka o zamku pochodzi z 1381 roku, zamek prawdopodobnie powstał w miejscu dawnego drewnianego zamku).
Czwartą istotną osadą była Osówka. Położona w odległości około 1 kilometra na zachód od Szamotuł, przy dzisiejszej drodze do Gałowa.Grodzisko typu stożkowatego powstało w XI wieku. Najstarsze dzieje Szamotuł związane są właśnie tą osadą. Od XII wieku pod Osówką rozbudowywały się dwa podgrodzia, a w XIV wieku grodzisko zostało umocnione dwoma murami obronnymi. W trakcie wojny Nałęczów z Grzymalitami, przebywał wojewoda poznański Sędziwój Świdwa.
W źródłach nie zachował się przywilej nadania Szamotułom praw miejskich. Być może prawa miejskie zostały nadane przez któregoś z książąt wielkopolski (w latach 1364–1368) lub też za czasów Ludwika Węgierskiego (w latach 1373–1382). Pierwsza wzmianka o mieście Szamotuły pochodzi jednak z 1383 roku, choć już nadaniem targów w 1284 roku należy uważać za namiastkę przyznania praw miejskich. W 1420 roku król Władysław Jagieło ponowił prawa miejskie Szamotuł, a król Kazimierz Jagiellończyk potwierdził je w 1450 roku i 1455 roku. Prawdopodobnie wtedy również nastąpiła zmiana herbu Szamotuł. Dotychczasowy herb – głowa św. Jana Chrzciciela w złotej misie na czerwonym tle została zastąpiona głową mężczyzny z brodą, w złotej koronie, pod którą znajdują się dwa klejnoty. Zmieniono również tło herbu na niebieski.
Miasto zostało rozlokowane na suchych kępach otoczonych wodami i moczarami. Wpłynęło to na współczesny – wrzecionowaty – układ centralnej części miasta. W źródłach historycznych brak informacji o murach obronnych w mieście, jednakże prawdopodobnie miasto otoczone było w średniowieczu murami. Dostęp do trzech głównych ulic prowadzących na rynek – to jest Poznańskiej, Wronieckiej i Klasztornej (obecnie Dworcowej) prowadził przez groble. Prawdopodobnie w tych trzech miejscach znajdowały się również bramy wjazdowe. Na rynku znajdował się ratusz, a mieście oprócz kościoła kolegiackiego funkcjonowały jeszcze trzy: św. Ducha (przy dzisiejszej ulicy Poznańskiej), św. Barbary (przy dzisiejszej ulicy Sukienniczej) oraz św. Marcina (przy dzisiejszej ulicy Wronieckiej).
Położenie miasta na ważnej trasie handlowej ze Szczecina do Poznania wpływało na systematyczny rozwój miasta, które stało się istotnym ośrodkiem handlowym i rzemieślniczym. W mieście istniało wiele warsztatów rzemieślniczych.
W latach 1423–1431 w miejscu dawnego kościoła z 1292 roku pod wezwaniem św. Stanisława wybudowano nową murowaną świątynię w stylu gotyckim (obecnie – Bazylika kolegiacka Matki Bożej Pocieszenia i św. Stanisława Biskupa).
Z 1429 roku pochodzi najstarszy zachowany w Polsce list miłosny nadany w Szamotułach przez Marcina z Międzyrzecza, sekretarz biskupa poznańskiego Stanisława Ciołka. Oryginał listu znajduje się w zbiorach Biblioteki Jagiellońskiej w Krakowie. List został napisany pismem gotyckim w staropolskim języku.
W 1445 roku kasztelan poznański Dobrogost Świdwa założył szkołę parafialną. Wielu absolwentów tej szkoły kontynuowały naukę na Akademii Krakowskiej (w XV i XVI wieku – 110 szamotulan). Wśród wybitnych szamotulan – absolwentów tej akademii znajdują się między innymi: rektor Akademii Krakowskiej i Akademii Lubrańskiego w Poznaniu, profesor prawa – Grzegorz Snopek, autor trzech kazań o Matce Bożej Jan Paterka oraz wykładowca filozofii i lekarz króla Aleksandra i królowej Elżbiety – Wojciech Krypa. W 1458 roku Szamotuły na wyprawę malborską wysłały 12 żołnierzy.
Początek XV wieku to podział szamotulskich dóbr i miasta na dwie części – pomiędzy synów wojewody poznańskiego Sędziwoja Świdwy. Wincent Świdwa Szamotulski, kasztelan międzyrzecki otrzymał południową część miasta z zamkiem. Natomiast Dobrogost kasztelan poznański północną część miasta, gdzie w 2 połowie XV wieku powstał drugi w mieście niewielki zamek. W 1511 roku po śmierci Andrzeja Szamotulskiego północna część miasta weszła w posiadanie jego zięcia (męża Katarzyny Szamotulskiej) – wojewody poznańskiego – Łukasza II Górki. W latach 1518–1521 dokonał znacznej rozbudowy zamku w stylu neogotyckim. Stworzył imponującą rezydencję, otoczoną murem wraz z czterema basztami i fosą. Do dziś zachował się zamek oraz jedna baszta.
W 1 połowie XVI wieku do Szamotuł zaczęli napływać luteranie, kalwini oraz bracia czescy. Do Polski przyjeżdżali głównie z uwagi na prześladowania religijne. Właścicielem miasta był Andrzej Górka (zm. 1551). Właściciele Szamotuł – Łukasz II Górka i Jan Świdwa popierali reformatorów, dzięki czemu w XVI wieku Szamotuły były ważnym ośrodkiem reformacji w Polsce. Prawdopodobnie w 1551 roku w oficynie szamotulskiego zamku powstała pierwsza w Wielkopolsce drukarnia. Drukarnią w latach 1558–1561 kierował Aleksander Aujezdecki – czeski drukarz. Za jego kadencji w szamotulskiej drukarni wydano osiem książek w językach polskim, czeskim i łacińskim o łącznej objętości ponad 260 stron. Drukarnia została zlikwidowana w 1575 roku.
W pierwszej połowie XVI wieku w Szamotułach wybudowano dwa nowe kościoły. Drewniany kościół pod wezwaniem św. Mikołaja od strony ulicy Wronieckiej (rozebrany ze względu na zły stan techniczny na początku XVII wieku) oraz kościół pod wezwaniem Ducha Świętego od strony ulicy Poznańskiej, w latach 1594–1620 użytkowany przez braci czeskich, w 1769 roku poświęcono nowy kościół na jego miejscu, a rozebrano go w XIX wieku.

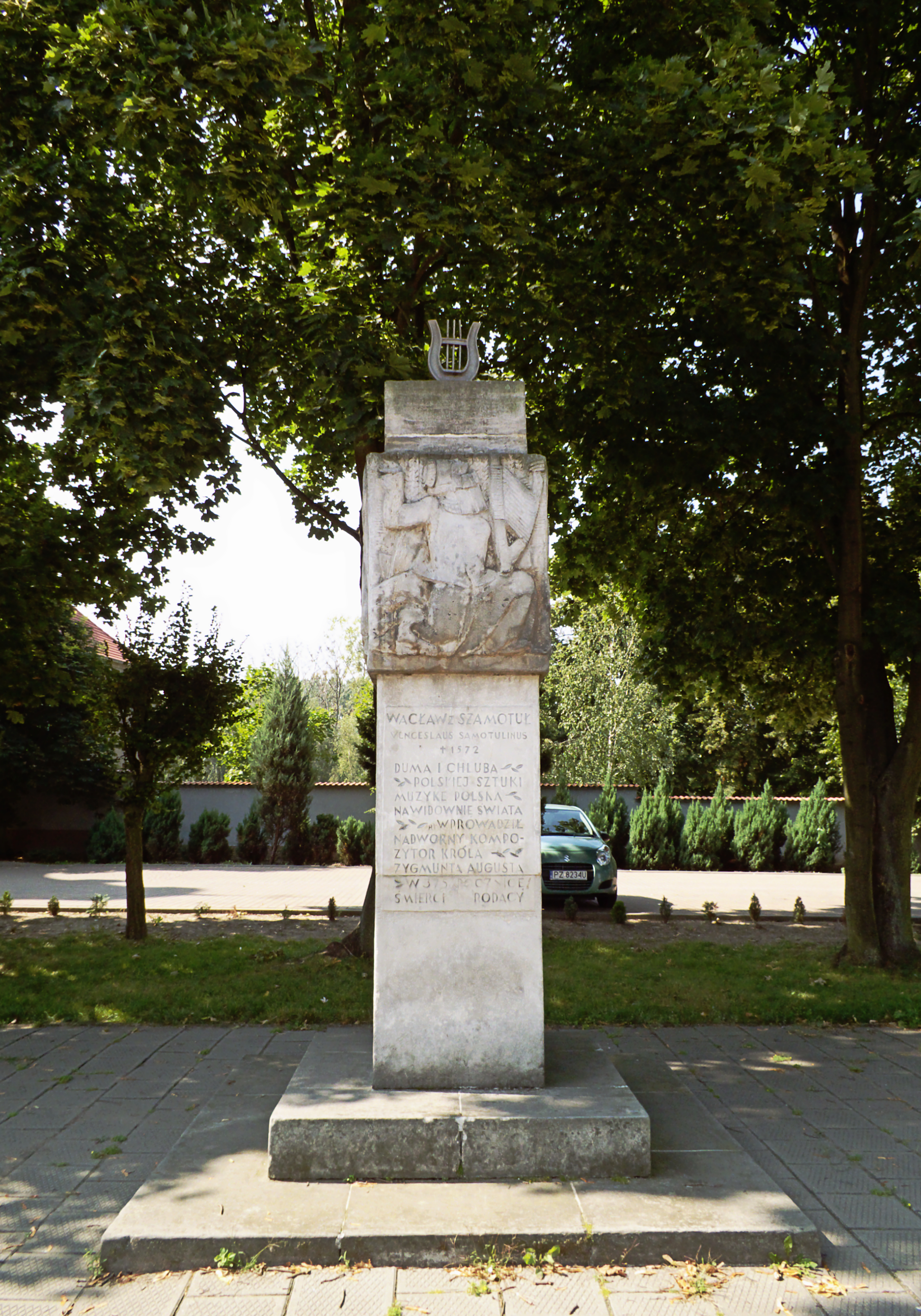
Pomnik Wacława z Szamotuł

Po 1520 roku w Szamotułach urodził się Wacław z Szamotuł, nadworny muzyk króla Zygmunta Augusta. Jeden z najwybitniejszych polskich muzyków epoki renesansu. Autor między innymi siedmiu lamentacji czterogłosowych. Często porównywany do włoskich i niderlandzkich kompozytorów.
W 1542 roku kościół św. Stanisława został wyniesiony do godności kolegiaty.
W 1580 roku umarł ostatni męski potomek Świdów rządzących południową częścią miasta – Jan Świdwa Szamotulski. Południowa część Szamotuł najpierw stała się własnością Rokossowskich, potem Kostków, Łąckich, następnie Kąsinowskich, Mycielskich, a w XIX wieku niemieckiego rodu książęcego z Saksonii-Coburga-Gothy.
Na przełomie XVI i XVII wieku Szamotuły osiągnęły szczyt gospodarczego rozwoju, chociaż sam intensywny rozwój rozpoczął się już w XIV i XV wieku (w 1450 roku liczba jarmarków wzrosła z 2 do 12). W ciągu 7 lat liczba ludności wzrosła prawie 3 krotnie (do 4 tys. w 1620 roku). W mieście funkcjonowało 14 cechów rzemieślniczych i handlowych. W XVII wieku miasto było znane głównie z produkcji sukna. W miejscu dzisiejszej ulicy Sukienniczej istniały 3 manufaktury i mieszkało tam około 300 sukienników. Z Szamotuł do Rosji, Niemiec i Szkocji sukna eksportowały szkockie domy handlowe – Johnstonów, Forbesów i Gordonów. Szamotulskie sukna były barwne i wysokiej jakości, stąd były tak popularne w innych krajach. Miasto ponadto było ważnym ośrodkiem produkcyjnym przemysłu olejarskiego, garncarskiego oraz powroźniczego. W 1603 roku w Szamotułach urodził się potomek szkockich osadników Jan Jonston, pedagog, lekarz i przyrodnik, mówiący w 12 językach obcych, autor dzieła Zarys historii powszechnej.
Rozwój gospodarczy Szamotuł wyhamował w drugiej połowie XVII wieku i okres ten trwał do końca wieku XVIII. W 2 połowie XVII wieku właściciel Szamotuł, Jan Korzbok Łącki, kasztelan kaliski, sprowadził do miasta ojców franciszkanów-reformatów, którzy w latach 1675–1682 na murach dawnego zamku Świdwów wznieśli kościół i klasztor.

### Rozbiory Polski
Od drugiego rozbioru Polski w 1793 roku do 1818 roku, kiedy utworzono powiat szamotulski, Szamotuły znajdowały się administracyjnie w obrębie powiatu obornickiego. W 1793 roku miasto liczyło 149 domów, z czego dwa murowane, a pozostałe drewniane ze słomianymi dachami, ulice natomiast były brukowane. Miasto zamieszkiwało 1120 mieszkańców trudniących się głównie rzemiosłem (w tym produkcją wódki i piwa). W pobliżu miasta znajdowały się trzy wiatraki oraz młyn wodny. Od 1807 roku miasto należało do Księstwa Warszawskiego, a od 1815 do Wielkiego Księstwa Poznańskiego. W 1808 roku w mieście powstała szkoła ludowa według zasad Komisji Edukacji Narodowej. W okresie zaborów prowadzone działania miały na celu zachowanie polskości. W 1835 roku powstało Koło Towarzyskie dla Szlachty Folwarcznej i Dzierżawców Miasta i Okolic Szamotuł. W 1838 roku powołano Kasyno Obywatelskie, które pełniło funkcję edukacyjnego, kulturalnego i gospodarczego centrum polskości. Na potrzeby tej organizacji wybudowano budynek Ogniska (obecnie budynek biblioteki miejskiej) – reprezentacyjny empirowy budynek w szamotulskim rynku. Z kolei w 1840 roku członkowie Szamotulskiego Kasyna (m.in. Jędrzej Moraczewski i Emil Kierski) założyli Towarzystwo Zbieraczów Starożytności Krajowych – pierwsze polskie towarzystwo archeologiczne, którego głównym zadaniem było zbieranie pamiątek narodowych dla przyszłych muzeów. Organizacja przetrwała do 1848 roku, kiedy w obawie przed wybuchem powstania pruskie władze zlikwidowały Kasyno Obywatelskie oraz wszystkie organizacje w nim działające. Zbiory szamotulskiego towarzystwa trafiły najpierw do szamotulskiej kolegiaty, a następnie w 1857 roku zostały przeniesione do Poznańskiego Towarzystwa Przyjaciół Nauki. Szamotulanie walczyli również w powstaniach. Edmund Callier – szamotulski historyk i publicysta, w trakcie powstania styczniowego był dowódcą oddziałów na Mazowszu.

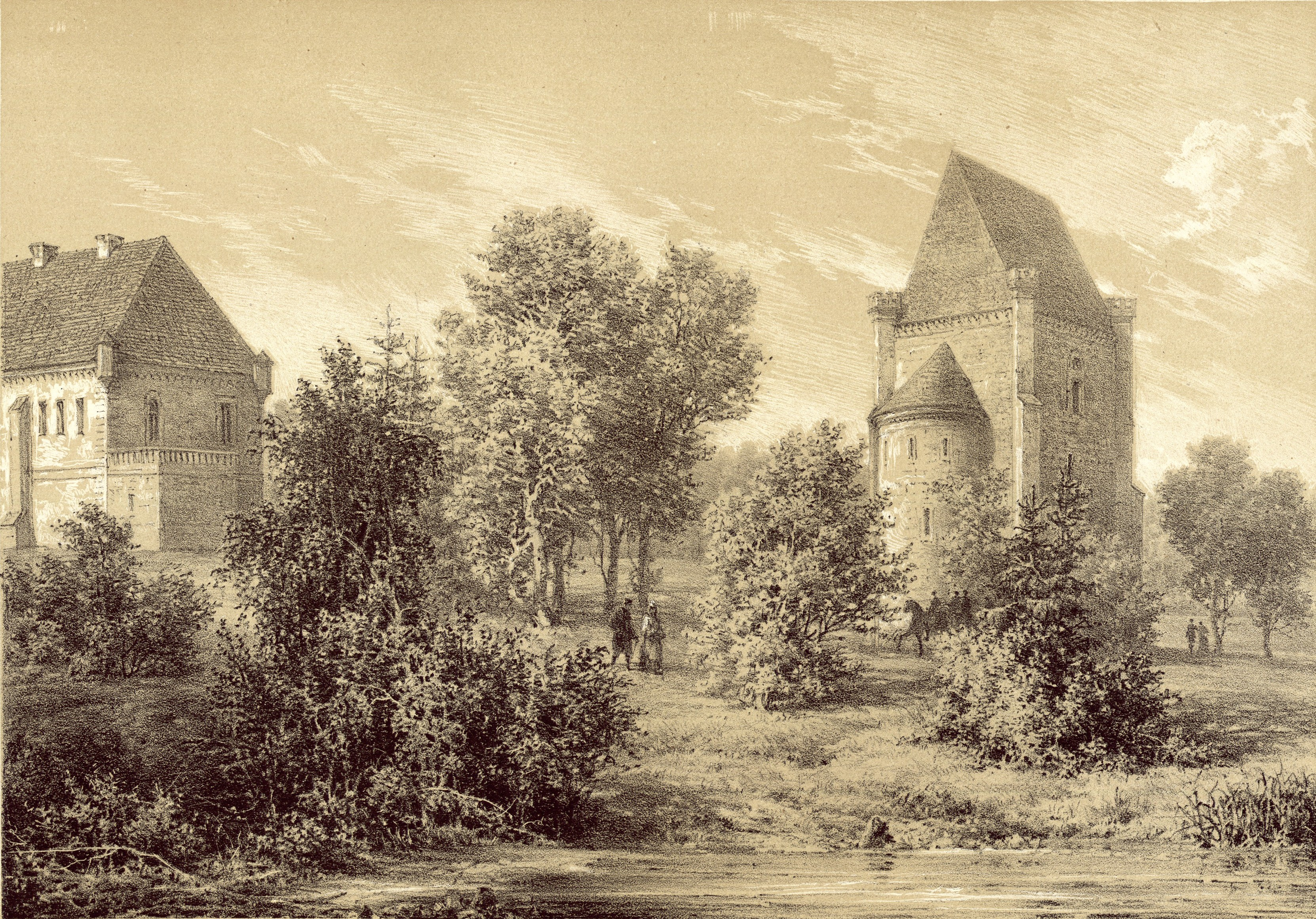
Szamotuły na litografii Napoleona Ordy (1880)

W pierwszej połowie XIX wieku na placu Sienkiewicza wzniesiono ewangelicki kościół według projektu Fryderyka Augusta Stullera (kościół został zburzony w 1958, oficjalnie z powodu złego stanu technicznego – wieża była przekrzywiona). W pobliżu kościoła wzniesiono również pastorówkę oraz szpital. Za szpitalem i pastorówką znajdował się natomiast cmentarz ewangelicki zlikwidowany w 2 połowie XX wieku.
W 1848 roku oddano do użytku linię kolejową Poznań – Szczecin przez Krzyż, Wronki i Szamotuły.
Przełom XIX i XX wieku to okres uprzemysłowienia miasta. W 1892 roku zawiązano spółkę „Cukrownia Szamotulska – Zuckerfabrik Samter G.m.b.H.”, którą kierował hrabia Twardowski z Kobylnik. W 1894 roku spółka kupiła 50 mórg magdeburskich pod budowę fabryki, która została ukończona w 1895 roku. Wykonawcą robót była firma Halleska Fabryka Maszyn. Dyrektorem cukrowni do 1899 roku był największy udziałowiec – Nord, a następnie jego zięć. W 1897 roku bracia Koerpel założyli przy ulicy Dworcowej meblarnię, która do wybuchu II wojny światowej pozostawała pod nazwą „Meblarnia braci Koerpel” (budynki meblarni częściowo rozebrane, na ich miejscu w XXI wieku wybudowano supermarket, pozostała część meblarni sprzedana). W 1905 roku Gorzelańczyk zbudował młyn żytni przy ulicy Młyńskiej (w 2014 roku budynek dawnego młyna zaadaptowano na mieszkania). W 1910 roku przy ulicy Dworcowej powstała olejarnia (rozebrana w XXI wieku i przeniesiona na ulicę Bolesława Chrobrego). W 1927 roku bracia Koerpel zbudowali młyn parowy przy ulicy Bolesława Chrobrego. Młyn składał się z dwóch części – ośmio- (niektóre źródła podają dziewięcio-) i sześciokondygnacyjnej (obecnie funkcjonuje tylko elewator zbożowy). W 1905 roku wybuchł strajk cieśli, w 1907 strajkowali pracownicy cukrowni, w 1908 – pracownicy fabryki mebli i młynów, a w 1911 roku robotnicy budowlani
W 1906 roku wybuch strajk dzieci w szkołach. Z kolei w 1908 roku dzieci gromadziły się na tajnych zebraniach w związku z ustawą kagańcową zabraniającą używać języka polskiego na zebraniach. Z kolei w 1913 roku w szkole agronomicznej powstała drużyna harcerska, a w 1917 Towarzystwo imienia Tomasza Zana.

### Dwudziestolecie międzywojenne

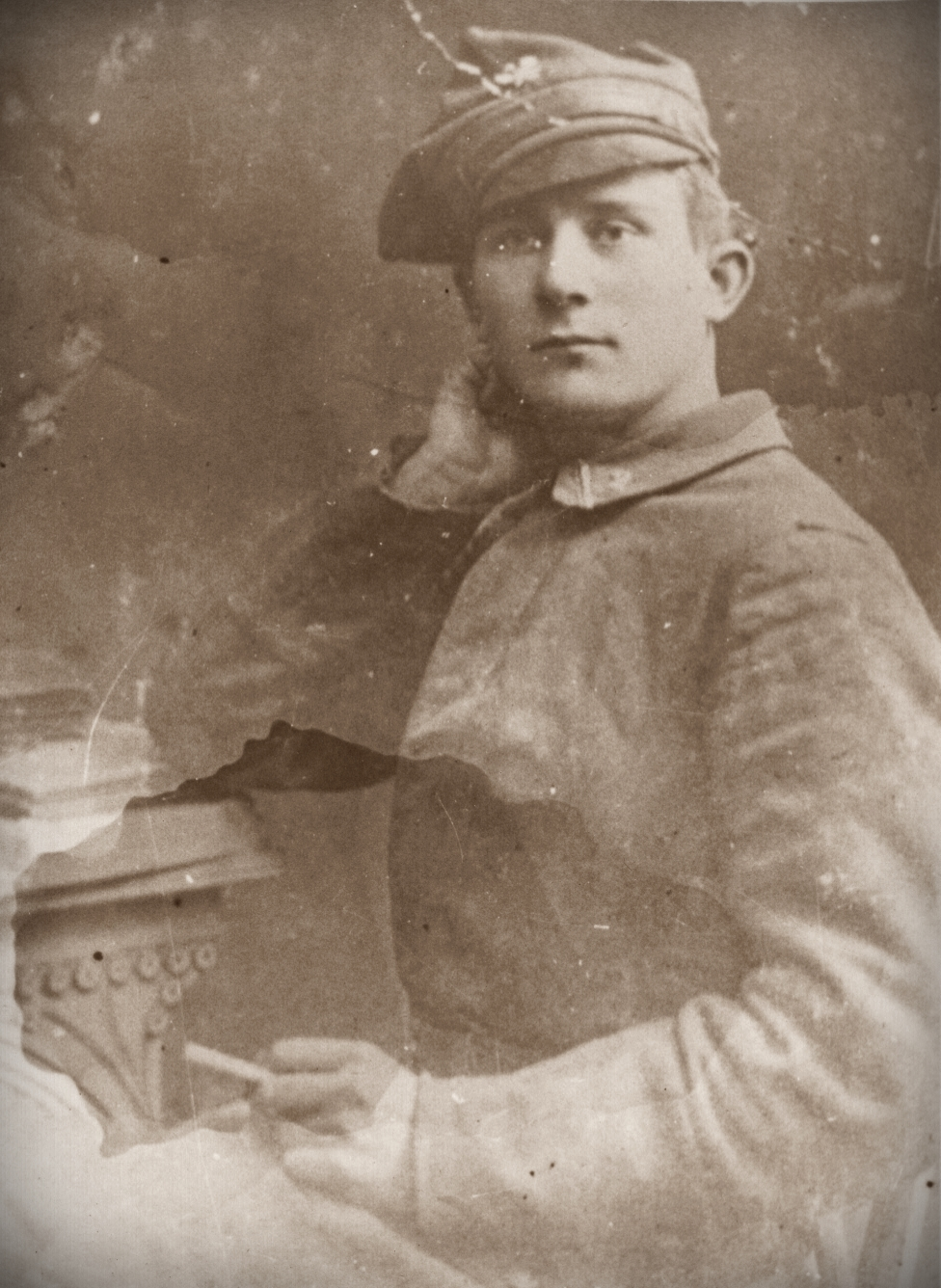
Jan Proszyk z Szamotuł w mundurze powstańca wielkopolskiego

Szamotulanie aktywnie uczestniczyli w powstaniu wielkopolskim. 28 grudnia 1918 roku miasto mieszkańcy sami odbili miasto z niemieckich rąk. Ponadto szamotulanie uczestniczyli w odbiciu poligonu w Biedrusku, jak również wyzwoleniu Sierakowa, Czarnkowa oraz Wronek.
Dwudziestolecie międzywojenne to okres kulturalnego rozkwitu Szamotuł. Systematycznie rosła również liczba ludności. W 1921 roku wynosiła ona 6772 osoby, a w 1938 roku już 9197 (wobec 1355 osób w 1817 roku i 3075 w 1860 roku).
W 1922 roku zaczęto wydawać „Gazetę Szamotulską” w Drukarni nakładowej Józefa Kawalera, a w 1924 roku powstało Akademickie Koło Szamotulan.

### II wojna światowa
7 września 1939 roku wojska niemieckie zajęły miasto. Od 13 września w mieście funkcjonował posterunek niemieckiej grupy operacyjnej Einsatzgruppe VI prowadzącej akcje eliminacyjne w ramach Intelligenzaktion oraz operacji Tannenberg. W latach 1939–1941 polska ludność została niemal całkowicie wysiedlona z miejscowości w ramach czystek etnicznych w czasie tworzenia przez Niemców Kraju Warty. W zamian osiedlano Niemców w ramach akcji Heim ins Reich. Okupacja trwała do 27 stycznia 1945. Przy ul. Powstańców Wielkopolskich w okresie powojennym ustawiono obelisk ku czci żołnierzy radzieckich poległych podczas zdobywania ziemi szamotulskiej. W latach 50. XX wieku znajdujące się tam szczątki poległych żołnierzy radzieckich zostały ekshumowane i przeniesione do Poznania na cmentarz miłostowski (w tym miejscu były groby 66 żołnierzy radzieckich).

### Okres powojenny
W 1946 roku liczba ludności wynosiła 8800, a w 1961 roku 12 046 mieszkańców. Do 1975 roku, do czasu reformy administracyjnej, Szamotuły stanowiły siedzibę powiatu szamotulskiego. Ponowna reforma w 1999 roku przywróciła powiaty i Szamotuły z powrotem stały się siedzibą powiatu.
W 1989 roku przywrócono niezależny miejsko-gminny samorząd.

### III RP
W latach 2001–2006 upadły szamotulskie zakłady przemysłowe – meblarnia, cukrownia oraz młyny.
13 marca 2007 roku po wielu latach poszukiwań archeolodzy odnaleźli tzw. Stare Szamotuły, w odległości około dwóch kilometrów od obecnego miasta w pobliżu Piotrkówka, Szczuczyna i Mutowa. Przy poszukiwaniu Starych Szamotuł wykorzystano najnowsze technologie poszukiwawcze. Na podstawie dokonanych zdjęć lotniczych wiadomo, że osada zlokalizowana była wokoło rynku na planie czworoboku o długości około 76–80 m na około 68–73 m. Z każdej z czterech stron znajdowało się około 7-9 parcel o wymiarach około 10 metrów szerokości na 22 metry długości, a na każdej parceli był budynek mieszkalny (o rozmiarach od 7,5 do 11,5 m długości oraz od 6 do 8 m szerokości) i gospodarczy. Podstawą rozplanowania osady oprócz rynku była również jedna główna ulica przylegająca od wschodu do rynku i przebiegająca w układzie północ – południe. Układ ulic na rynku był identyczny jak w obecnych Szamotułach. Na miejscu znajduje się dużo popiołu, co może potwierdzać tezę, że Stare Szamotuły uległy spaleniu. Jest to jedyne takie stanowisko archeologiczne w Europie.

## Zabytki i ochrona przyrody
Do wojewódzkiego rejestru zabytków nieruchomych wpisane są następujące obiekty w Szamotułach:

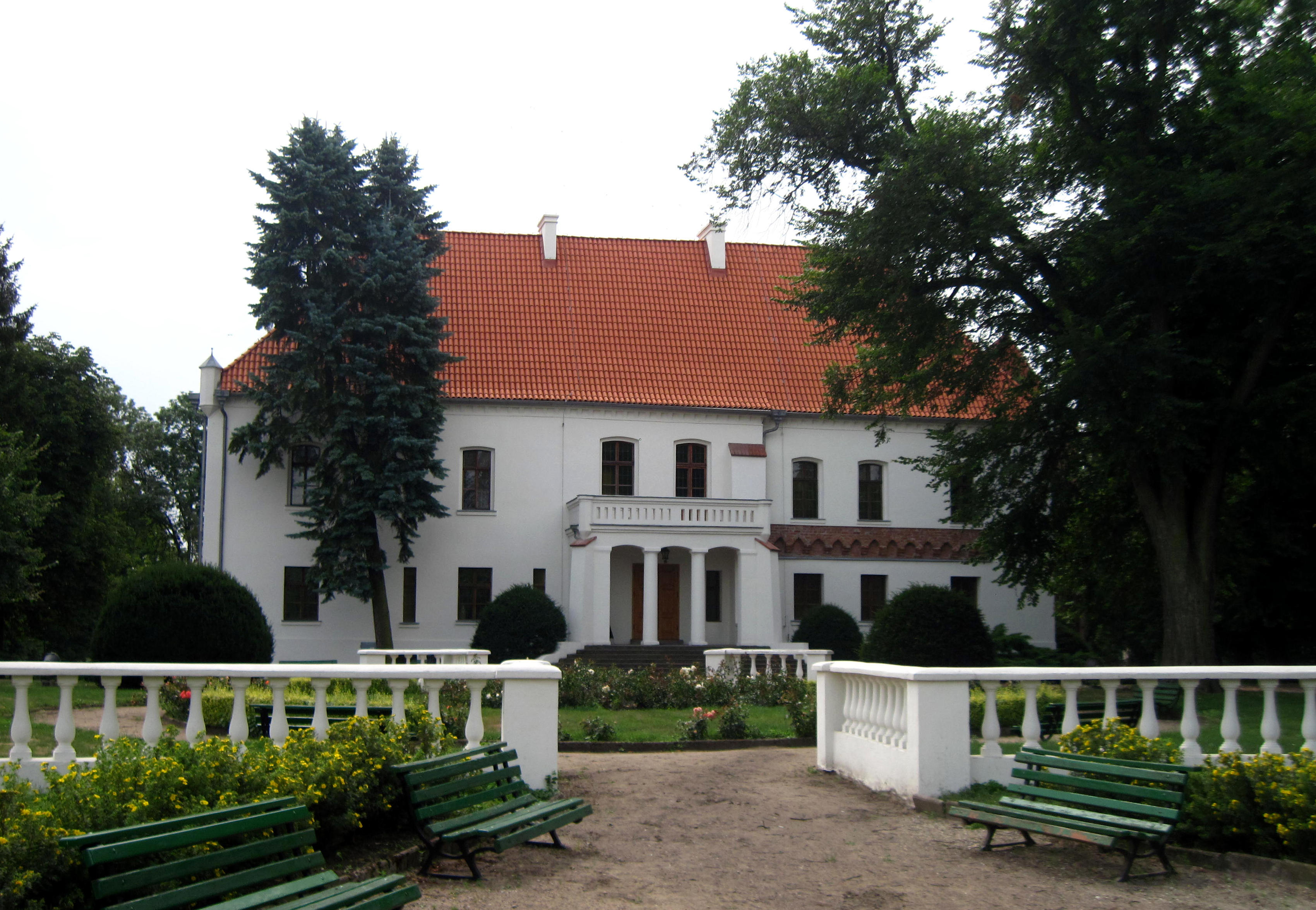
Zamek Górków w Szamotułach

- historyczny układ urbanistyczny (XIV–XX wiek) – nr rej.: 486/Wlkp/A z 28.06.2007[35],
- bazylika kolegiacka pod wezwaniem Matki Bożej Pocieszenia i św. Stanisława Biskupa (1423 rok) – nr rej.: 2455/A z 21.12.1932[35],
- zespół klasztorny reformatów obejmujący:
  - kościół pod wezwaniem Świętego Krzyża (lata 1675–1682) – nr rej.: 2456/A z 21.12.1932[35],
  - oraz klasztor (2. połowy XVII wieku) – nr rej.: 1090/A z 27.04.1970[35],

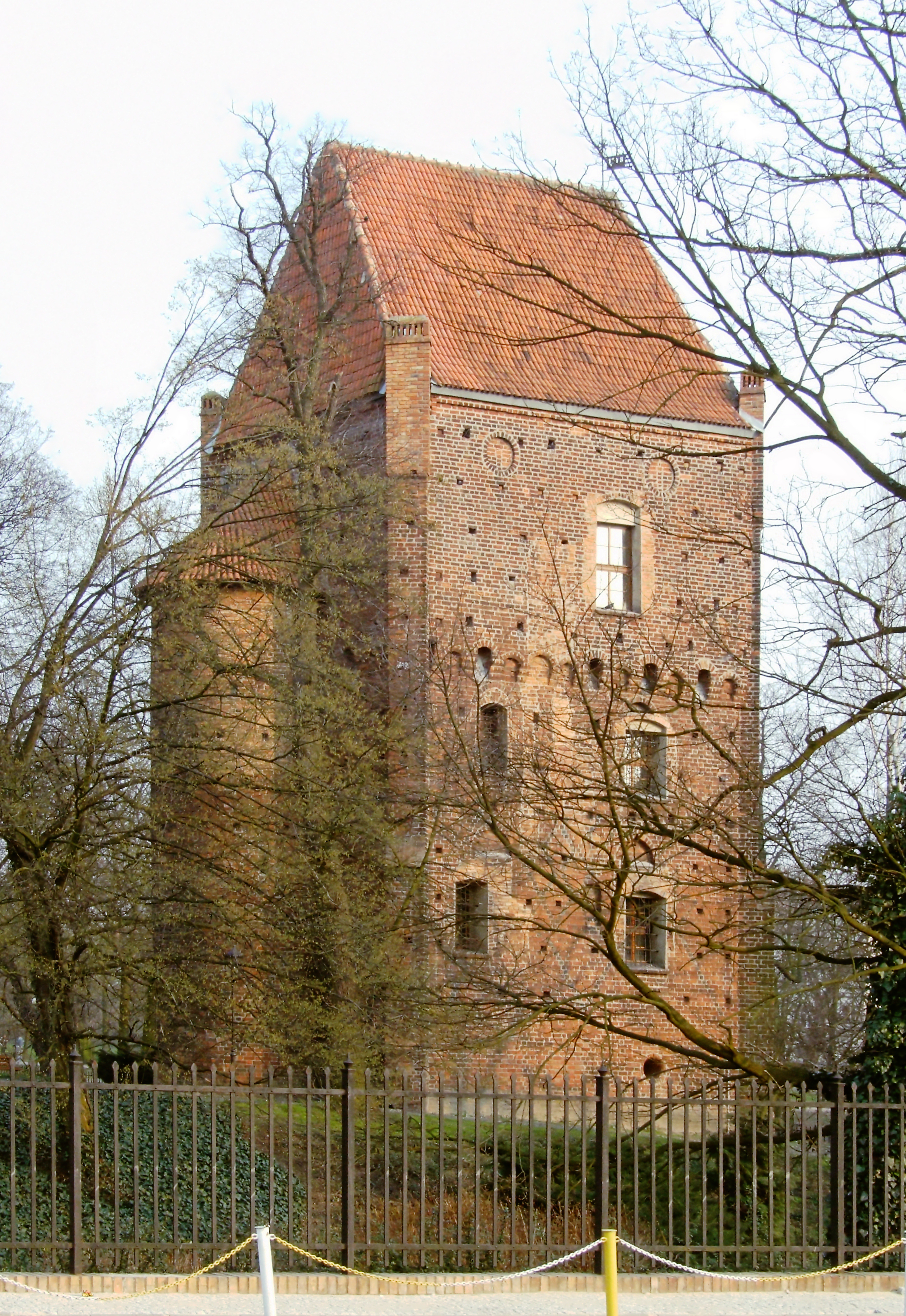
Baszta Halszki w Szamotułach

- zespół zamkowy – Górków (109/Az 1.06.1968)[35] obejmujący:
  - wieżę mieszkalną „Baszta Halszki” (z XIV w., przebudowaną w 1518 i 1869) – nr rej.: 2457/A z 21.12.1932[35],
  - budynek na podzamczu, tzw. Zamek (zbudowany w końcu XV w., przebudowany w 1518-1549, 1869),
  - oficyna (z końca XVIII w.),
  - park z fragmentami fosy i wałów ((XV) XIX w.),
- dom przy ul. Braci Czeskich 8, szachulcowy, budynek dawnej poczty konnej (z XIX w.) – nr rej. 774/A z 14.11.1969[35],
- dom przy Rynku 10 – budynek dawnego Ogniska, obecnie biblioteka miejska (z połowy XIX w.) – nr rej.: 1224/Az 3.09.1970[35].

Z kolei do Centralnego rejestru form ochrony przyrody wpisane są następujące pomniki przyrody:
- grupa 3 cisów pospolitych na terenie szamotulskiego parku zamkowego – Dz. Urz. Woj. Poznańskiego z dnia 15 marca 1988 r. Nr 2, poz. 18[36] oraz
- dąb Sienkiewicz – w parku Sienkiewicza – Dz. Urz. Woj. Poznańskiego z dnia 15 marca 1988 r. Nr 2, poz. 18[37].

Pozostałe obiekty:
- budynek Poczty Polskiej (przełom XIX/XX w.).

## Demografia

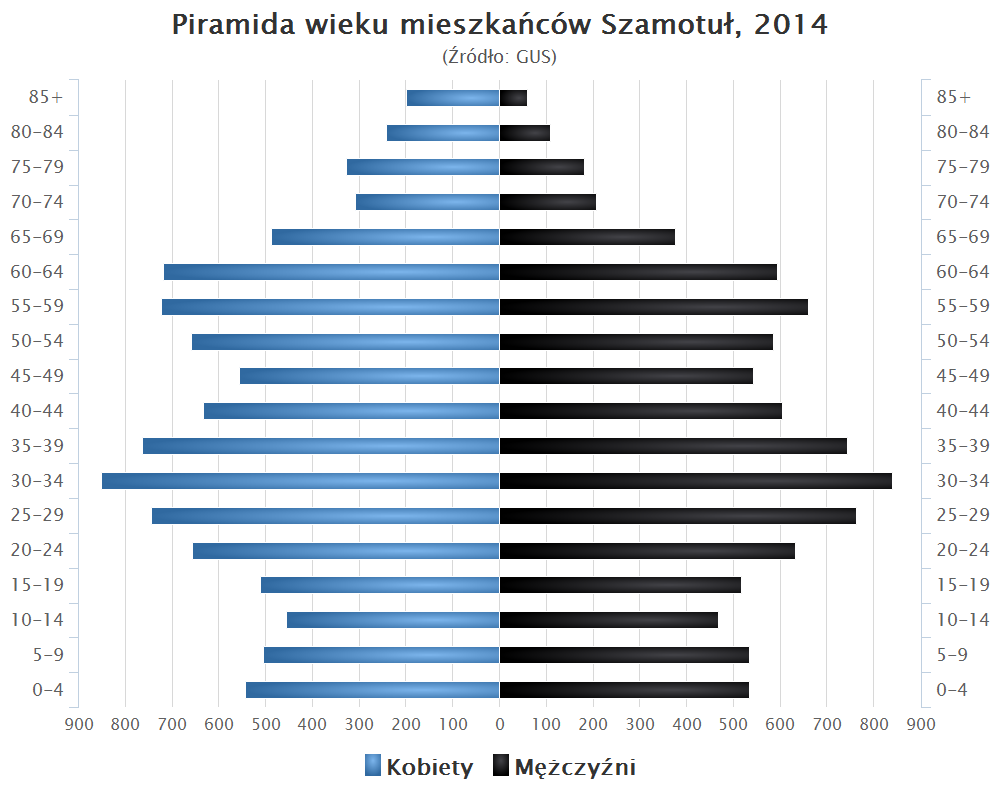
Piramida wieku mieszkańców Szamotuł w 2014 roku

## Gospodarka

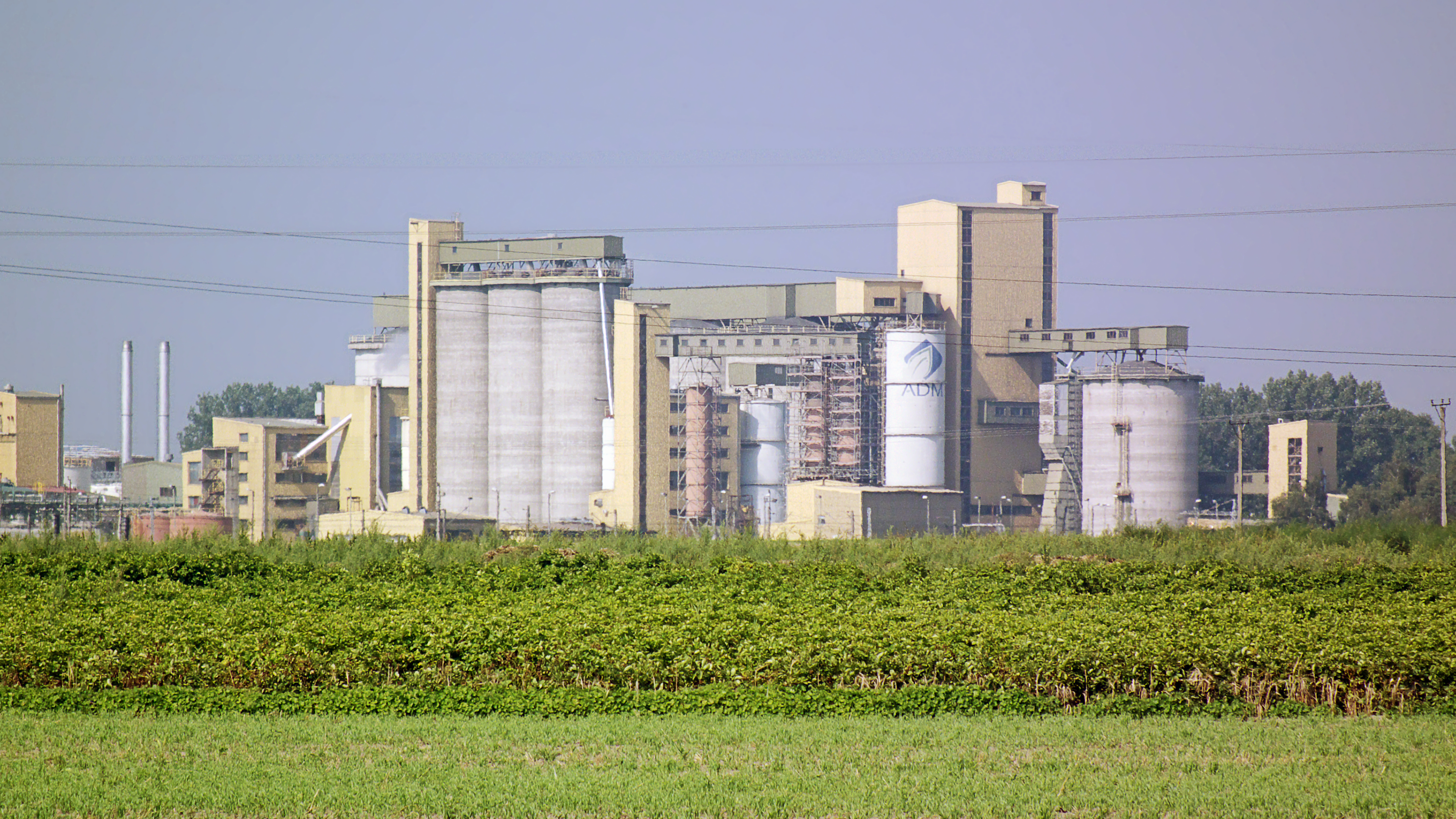
Wielkopolskie Zakłady Tłuszczowe ADM Szamotuły Sp. z o.o.

Pierwszy poważny rozwój gospodarczy Szamotuł rozpoczął się na przełomie XIV i XV wieku i trwał do drugiej połowy XVII wieku. W tym czasie Szamotuły wyspecjalizowały się w produkcji sukna, które eksportowano do wielu krajów. Szamotuły znane były również z przemysłu olejarskiego (olej wytwarzano z nasion derenia-świdwy), garncarskiego i powroźniczego.
Przełom XIX i XX wieku to okres uprzemysłowienia miasta. W tym czasie powstało wiele zakładów przemysłowych – dwa młyny, olejarnia, cukrownia i meblarnia.
„Cukrownia Szamotulska – Zuckerfabrik Samter G.m.b.H.” została wybudowana pod zaborem Pruskim w 1895 roku. Zakład został upaństwowiony po II wojnie światowej. Pod koniec lat 80. zatrudniał około 350 osób i obsługiwał 15 gmin województwa poznańskiego i pilskiego. W latach 90. cukrownia została wykupiona przez Nordzucker AG, a następnie w 2003 r. zlikwidowana, tereny po niej zostały sprzedane w 2004 roku.
„Meblarnia braci Koerpel” została założona w 1897 roku. Po drugiej wojnie światowej zakład został upaństwowiony, działał najpierw jako Szamotulska Fabryka Mebli, a następnie jako spółka-córka Wielkopolskich Fabryk Mebli z siedzibą w Obornikach. Fabryka mebli pod koniec lat 80. zatrudniała około 450 osób, a ponad 80% produkcji stanowił eksport, głównie do Republiki Federalnej Niemiec i Szwecji. Spółka WFM od 1998 roku notowała straty, została wdrożona restrukturyzacja, której elementem była likwidacja szamotulskiej meblarni w wyniku czego pracę straciło około 120 osób. Po zamknięciu fabryki część terenów sprzedano, a w miejscu fabrycznych budynków powstał supermarket Tesco.

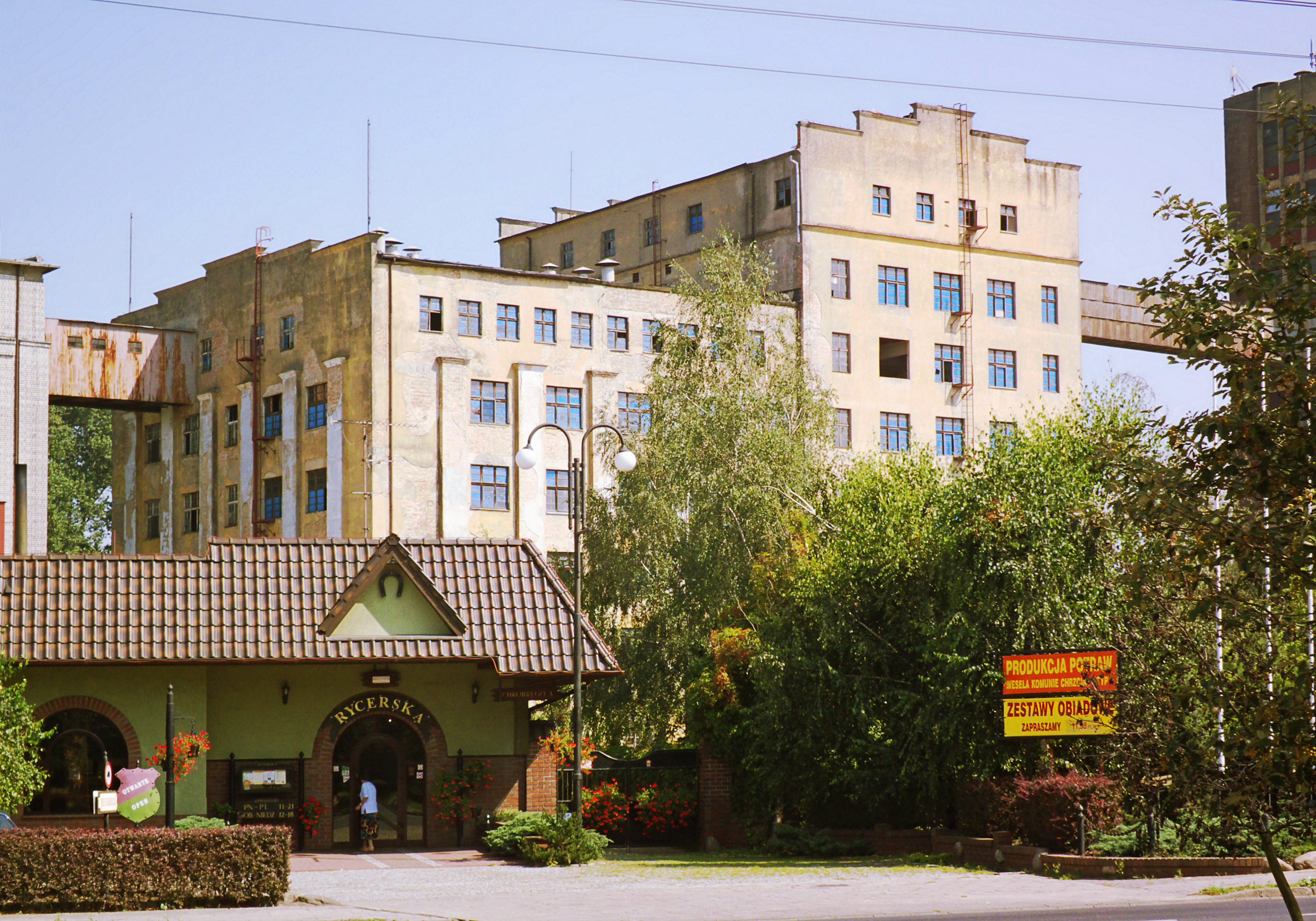
Szamotuły, dawny młyn braci Koerpel zbudowany w 1927 roku, obecnie elewator zbożowy

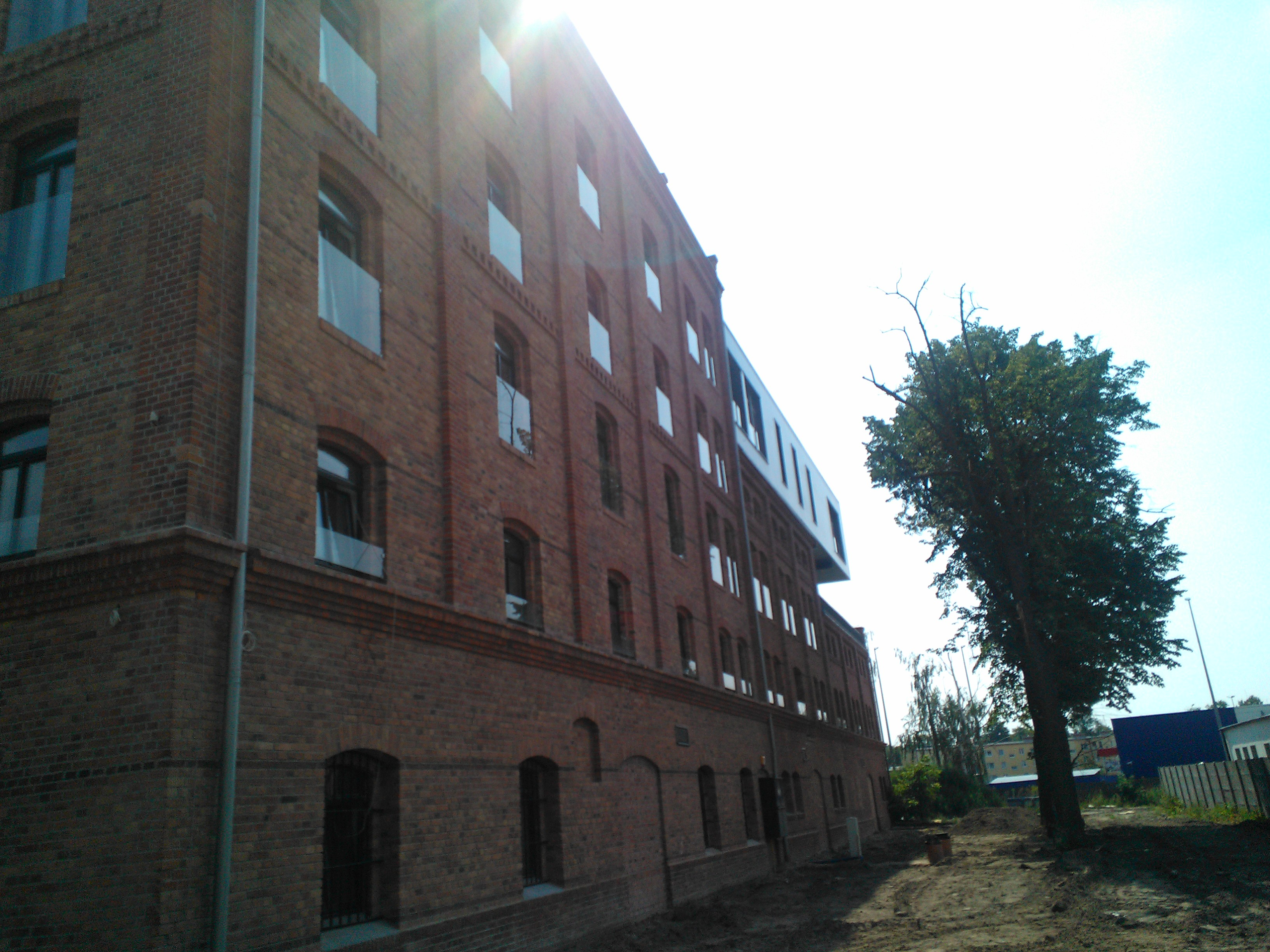
Dawny młyn żytni w Szamotułach, w 2014 obiekt zaadaptowano na mieszkania

Młyn żytni przy ulicy Młyńskiej (zbudowany 1905) oraz Młyn parowy braci Koerpel (zbudowany 1927), upaństwowione po 1945 roku. Młyn parowy przy ulicy Chrobrego rozbudowany w latach 60 i 70 o silosy o pojemności 50 tysięcy ton oraz magazyn wyrobów gotowych. Pod koniec lat 80 zatrudniały około 200 osób i wchodziły w skład Zespołu Spichrzy i Młynów w Szamotułach jako młyn numer 9 i 10 oraz elewator nr 31. W szamotulskich młynach produkowano mąkę w charakterystycznych torebkach z wizerunkiem pary w tradycyjnym szamotulskim stroju. Produkcji zaprzestano na początku XXI wieku. Budynek młyna żytniego zaadaptowano na osiedle o tej samej nazwie, z kolei w miejscu młyna parowego funkcjonuje elewator zbożowy.
Meblarnia, cukrownia i młyn na początku XXI wieku zostały zlikwidowane. Jedynym zakładem z tamtego okresu, który ocalał jest olejarnia. Zbudowano ją w 1910 roku, przy ulicy Dworcowej. W 1952 roku rozbudowano o silosy. Pod koniec lat 80 zatrudniała około 330 osób, produkowano w nim oleje roślinne. Na początku XXI wieku olejarnia przy ulicy Dworcowej została zamknięta, a zakład funkcjonuje przy ulicy Bolesława Chrobrego jako ADM Wielkopolskie Zakłady Tłuszczowe. Na miejscu dawnej olejarni powstał market Lidl, osiedle mieszkaniowe, a dawny biurowiec prywatny inwestor wyremontował i przeznaczył na wynajem. Obecny zakład należy do amerykańskiej grupy ADM, która zatrudnia w polskich zakładach w Szamotułach i Czerminie około 480 osób. ADM obecny jest w 43 krajach na świecie. Zakład w Szamotułach zajmuje się tłoczeniem nasion oleistych i rafinowaniem oleju.
Obok Wielkopolskich Zakładów Tłuszczowych jeszcze do niedawna funkcjonowała margarynownia Royal Brinkers Polska wybudowana w 2004 roku. W hali o powierzchni prawie 3 tysięcy metrów kwadratowych pracowało kilkadziesiąt osób, a linia technologiczna pozwalała na produkcję do 3 ton margaryny na godzinę. Obecnie budynek margarynowni wystawiony jest na sprzedaż.
Drugim głównym zakładem przemysłowym obok zakładów tłuszczowych jest wytwórnia pasz treściwych. Wybudowana również przy ulicy Bolesława Chrobrego w 1962 roku. Pod koniec lat 80 należała do Rejonowego Przedsiębiorstwa Przetwórczego Przemysłu Paszowego Bacutil w Poznaniu i zatrudniała około 120 osób. Następnie przejęta przez holenderskie Cehave, a od 2010 roku Agrifirm (wskutek fuzji Cehave Landbouwbelang i Agrifirm).
W 2008 roku przy ulicy Nowowiejskiego swój zakład produkcyjny otworzył jeden z głównych producentów foteli autobusowych, tramwajowych „Ster Sp. z o.o.”. Firma w swoich zakładach w Poznaniu, Swadzimiu i Szamotułach zatrudnia około 300 osób.
Pozostałe zakłady przemysłowe zlokalizowane są poza miastem. W 2008 roku w Mutowie otwarto najnowocześniejszą pralnie ekologiczną w Polsce, która wykorzystuje najczystszą technologię cleanroom (prania w strefie bezpyłowej). W pierwszym roku działalności pralnia zatrudniała około 40 osób. Zakład należy do grupy Berendsen Textile Service. Z kolei w Jastrowie swoją siedzibę ma duża meblarnia, zatrudniająca ponad 500 osób – Collection AB oraz zakład Hercules produkujący sprężyny (zatrudnienie około 100 osób).
Z kolei w sektorze usług w Szamotułach działają między innymi w handlu:
- - cztery markety elektroniczne (Avans, Domar, RTV euro AGD i Media Expert),
  - dwie drogerie sieciowe (Hebe i Rossmann), jedna niesieciowa i dziewięć aptek,
  - kilka sieciowych marketów spożywczych (dwie Biedronki, dwa Dina, Irena, Lidl, dwa Netto, trzy chaty polskie, Mila, Stokrotka, dwa Lewiatany) i jeden niesieciowy,
  - jeden market dom i ogród (Bricomarché) i dwa markety budowlane

W Krajowym Rejestrze Sądowym zarejestrowanych jest 190 podmiotów z siedzibą w Szamotułach. Natomiast w rejestrze Centralnej Ewidencji i Informacji o Działalności Gospodarczej zarejestrowanych jest 1647 osób prowadzących działalność z siedzibą w Szamotułach.
Szamotuły cechuje niska stopa bezrobocia. Na koniec sierpnia 2016 r. w tutejszym urzędzie pracy zarejestrowanych było 458 szamotulan. Dla całego powiatu szamotulskiego stopa bezrobocia wynosi około 5%.

## Transport

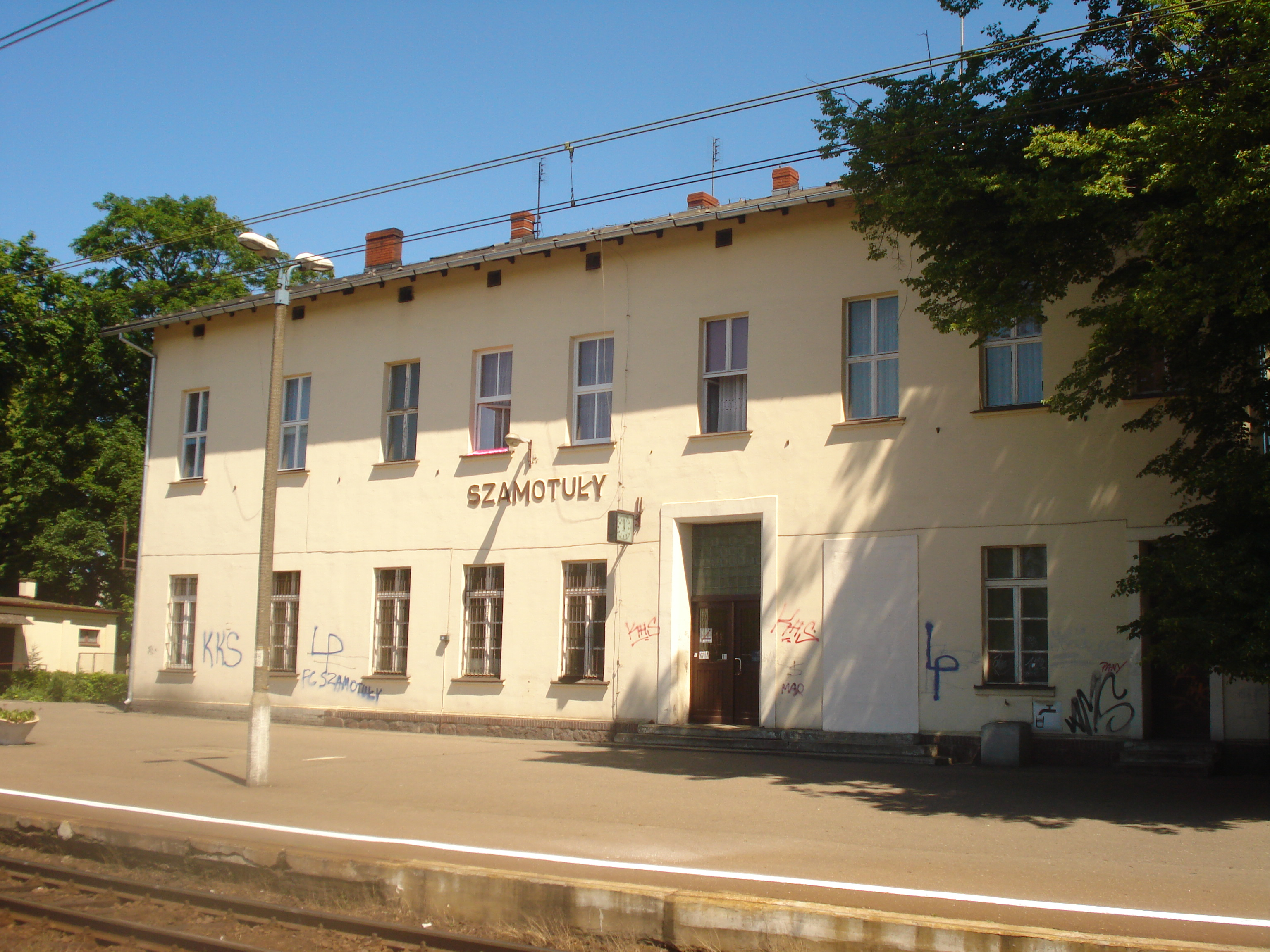
Stacja kolejowa w Szamotułach, widok na peron 1 (2014)

Przez Szamotuły przebiegają trzy drogi wojewódzkie:
- Droga wojewódzka nr 184: Poznań – Szamotuły – Ostroróg – Wronki
- Droga wojewódzka nr 185: Szamotuły – Obrzycko – Czarnków
- Droga wojewódzka nr 187: Pniewy – Szamotuły – Oborniki – Murowana Goślina

oraz drogi powiatowe, tworzące połączenie z sąsiednimi gminami.
Przez miasto przebiega również jeden z najważniejszych i najstarszych (od 1848 roku) szlaków kolejowych w Polsce: linia kolejowa Poznań Główny – Szczecin Główny. Szamotuły posiadają bezpośrednie połączenia kolejowe z wieloma miastami w Polsce między innymi z: Warszawą, Poznaniem, Szczecinem, Lublinem, Łodzią, Gorzowem Wielkopolskim, Katowicami, Krakowem, Wrocławiem, Lesznem, Zakopanem, Przemyślem, Koninem, Wrześnią, Zabrzem.
Z Szamotuł do 1995 roku kursowały również pociągi na linii Szamotuły – Międzychód.
W Szamotułach od poniedziałku do soboty funkcjonuje miejska komunikacja autobusowa (20 kursów w dni robocze i 16 w soboty).
W 2014 przy ul. Zamkowej oddano do użytku śmigłowcowe lądowisko Szamotuły-Szpital. Około 11 km na północ od miasta funkcjonuje lądowisko Jaryszewo.
Planowana jest także budowa obwodnicy miasta o długości 10,2 km. Nowa droga ma rozpoczynać się w Gałowie, krzyżować się z drogą wojewódzką w kierunku Poznania, przekroczyć linię kolejową z Poznania do Szczecina poprzez wiadukt w okolicach miejscowości Kępa i zakończyć swój bieg na styku z drogą wojewódzką do Obornik. Koszt budowy arterii szacowany jest na blisko 100 milionów złotych; rozpoczęcie prac budowlanych zakładane jest na 2024 rok, a oddanie do użytku na 2026.

## Administracja
W Szamotułach działają wszystkie urzędy szczebla gminnego i powiatowego:
- Urząd Miasta i Gminy,
- Urząd Stanu Cywilnego,
- Straż Miejska,
- Miejski Ośrodek Pomocy Społecznej,
- Starostwo Powiatowe,
- Powiatowy Urząd Pracy,
- Komenda Powiatowa Policji,
- Państwowa Straż Pożarna,
- Urząd Skarbowy,
- Zakład Ubezpieczeń Społecznych,
- Państwowa Inspekcja Sanitarna,
- Wielkopolski Zarząd Dróg Wojewódzkich,
- Zarząd Dróg Powiatowych,
- Agencja Restrukturyzacji i Modernizacji Rolnictwa,
- Sąd Rejonowy,
- Prokuratura Rejonowa.

## Kultura

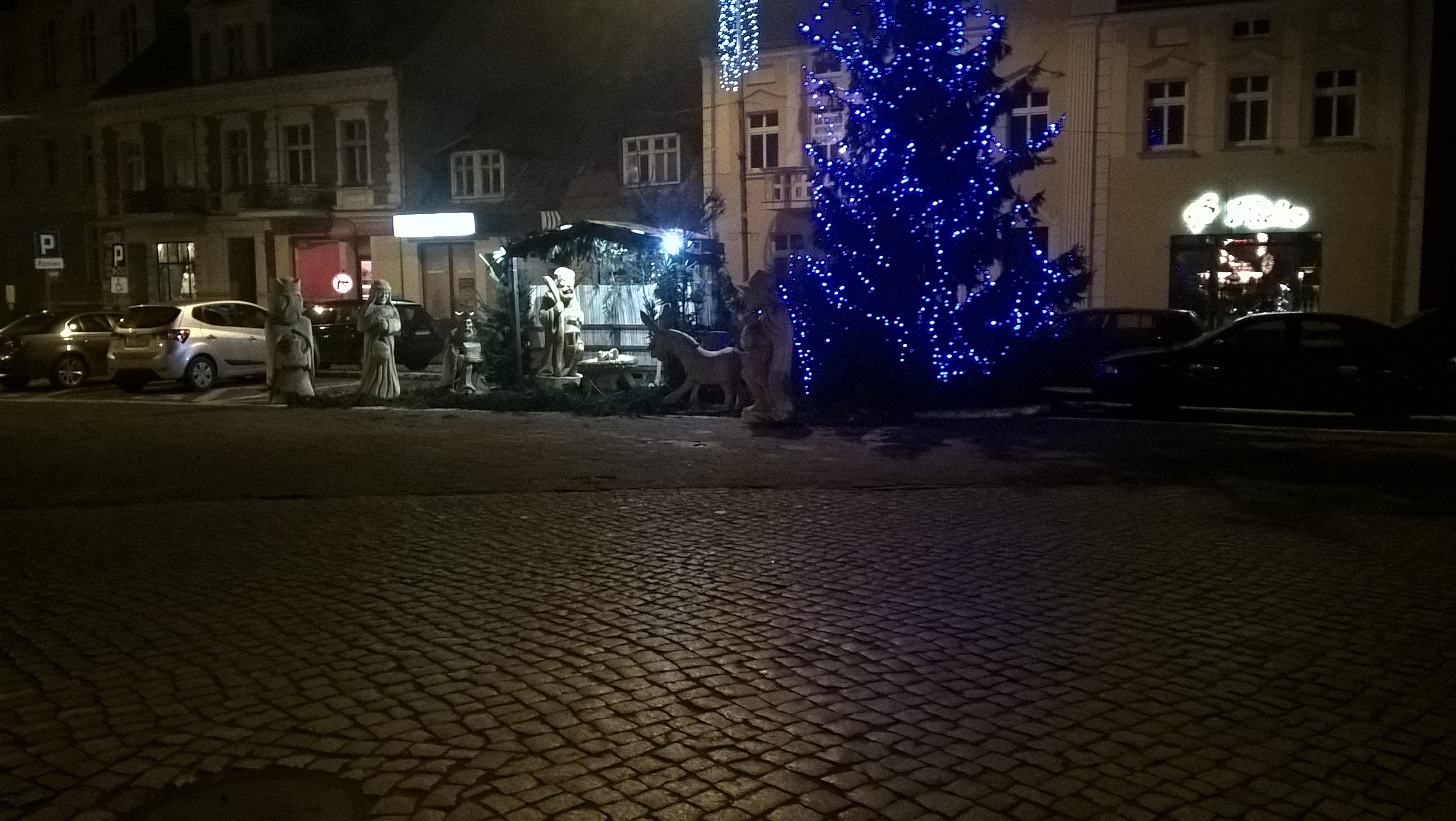
Szamotuły, szopka bożonarodzeniowa na rynku zbudowana z drewnianych rzeźb stworzonych w trakcie szamotulskiego V pleneru rzeźbiarskiego Wielki Powrót Rzeźb 2015

Szamotuły posiadają duże tradycje kulturalno-oświatowe i folklorystyczne.
W ramach Szamotulskiego Ośrodka Kultury działa 30 sekcji – muzycznych, tanecznych, sportowych czy fotograficznych. Ośrodek organizuje ponadto liczne koncerty, festyny, a także co roku (od 2011) roku wielki plener rzeźbiarski, który jest kontynuuje tradycje szamotulskich plenerów rzeźbiarskich z lat 70. Co roku impreza ma inny motyw przewodni, a rzeźby z niej ustawiane są w innej części miasta. W 2016 roku motywem przewodnim były bajki, a rzeźby zostały ustawione na skwerze Maksymiliana Ciężkiego. Z kolei w 2015 roku rzeźbiarze tworzyli figury do szopki bożonarodzeniowej, która stanęła na szamotulskim rynku. Szamotulski Ośrodek Kultury jest właścicielem Kina Halszka, bardzo popularnego w latach 60, 70 i 80. Lata 90 to okres powolnego zamierania kina, które z uwagi na brak odpowiednich finansów i popularność multipleksów nie wytrzymywało konkurencji. XXI wiek to czas powrotu widzów do kin studyjnych, w 2012 roku przeprowadzono duży remont w szamotulskim kinie, wręcz rewolucję. W kinie zamontowano projektor 3D, zyskało ono także cyfrowy dźwięk i obraz. W 2013 roku wyremontowano klatkę schodową i górny hol oraz zainstalowano klimatyzację w sali kinowej, a dwa lata wcześniej salę kinową i hol wejściowy. Dzięki tym wszystkim zmiano „Halszka” znów tętni życiem. W 2012 roku od maja do grudnia kino odwiedziło 23 tysiące widzów. Podczas gdy w całym 2011 roku było to zaledwie 6,3 tys. osób. Z kolei od stycznia do maja 2013 roku było to 10 tys. widzów.
12 lutego 1945 został założony Zespół Folklorystyczny „Szamotuły”, którego celem było zachowanie kultury stroju, muzyki i tańca szamotulskiego. Przez wiele lat choreografem i kierownikiem zespołu była zasłużona szamotulska działaczka, współzałożycielka zespołu – Janina Foltyn. Pierwszy koncert szamotulskiego zespołu odbył się 16 maja 1945 roku. Było to widowisko zatytułowane „Wesele Szamotulskie” autorstwa Władysława Frąckowiaka, do muzyki Stanisława Zgaińskiego. Zespół koncertował nie tylko w Polsce, ale również w krajach europejskich i poza Europą (m.in. w Brazylii i Indiach). Wystąpił również w filmie Tadeusza Chmielewskiego z 1971 roku pod tytułem „Nie lubię poniedziałku”. Obecnie zespół liczy około 100 członków. Do najważniejszych nagród zdobytych przez zespół należą: Grand Prix XXXI Ogólnopolskiego Konkursu Tradycyjnego Tańca Ludowego w Rzeszowie (w 2015 roku), wygrana w X Festiwalu „Polonez” w Słonimiu (w 2014 roku). Zespół został również uhonorowany Nagrodą Główną Wielkopolskiego Towarzystwa Kulturalnego (w 2009 roku), statuetką „Złotego Hipolita” wraz z prawem do używania znaku „Dobre bo polskie” (w 2005 roku), Nagrodą imienia Oskara Kolberga (w 1985 roku), Nagrodą Ministra Kultury i Sztuki (dwukrotnie w 1974 i 1985 roku), Nagrodą Wielkopolskiego Towarzystwa Kulturalnego (dwukrotnie w 1970 i 1980 roku), Odznaką honorową za zasługi dla województwa poznańskiego i wielkopolskiego (w 1970 i 2005 roku). Repertuar zespołu to szamotulskie tańce, pieśni i obrzędy (na przykład „Wesele szamotulskie” i dożynki). Ponadto zespół wykonuje pieśni i przyśpiewki regionu Kurpi, Rzeszowskiego i Lubuskiego oraz tańce narodowe takie jak oberek, kujawiak oraz polonez. Z kolei grupa dziecięca w swoim repertuarze ma tańce, zabawy, przyśpiewki z regionu szamotulskiego, ale również z Górnego Śląska (w tym topienie marzanny) i ziemi lubuskiej.
Tradycje biblioteczne w Szamotułach sięgają XV wieku, kiedy powstały biblioteka kościelna i dworska. W XVII wieku powstała biblioteka klasztorna. Z kolei pod koniec XIX wieku tworzono biblioteki publiczne, które działały przy parafiach w całym szamotulskim regionie. W dwudziestoleciu międzywojennym duży księgozbiór posiadała biblioteka przy szamotulskiej kolegiacie. Niestety wiele z tych zbiorów zostało zrabowane przez hitlerowców. W 1945 rozpoczęto zbiórkę książek z przedwojennych bibliotek i od osób prywatnych w celu utworzenia biblioteki publicznej. Udało się zebrać 622 pozycje, co dało skromny początek bibliotece powiatowe. W 1946 roku zakupiono nowe książki, a w 1947 otwarto 10 punktów bibliotecznych w gminach wiejskich. W 1948 roku powstała Miejska Biblioteka Publiczna w Szamotułach, dla której zakupiono niewielki księgozbiór. W tym samym roku liczba punktów biblioteki powiatowej powiększyła się o 4 kolejne placówki. Rok później wszystkie punkty biblioteki powiatowej zostały przejęte przez gminy. W 1954 roku biblioteka miejska i powiatowa zostały połączone w jedną bibliotekę, która od 1 stycznia 1955 roku nosiła nazwę Powiatowa i Miejska Biblioteka Publiczna. W 1962 roku utworzono w niej oddział dziecięcy, a w kolejnym roku biblioteka zyskała patrona – Edmunda Calliera. W 1975 po reformie administracyjnej i likwidacji powiatów szamotulska biblioteka zmieniła nazwę (Biblioteka Publiczna Miasta i Gminy Szamotuły im. Edmunda Calliera) i zasięg działania. Poza biblioteką miejską funkcjonowały trzy wiejskie filie (w Otorowie, Piaskowie i Pamiątkowie). Od 1961 roku biblioteka ma swoją siedzibę w budynku dawnego Ogniska na szamotulskim rynku. W tym samym roku budynek ozdobiono podobiznami Edmunda Calliera i Wacława z Szamotuł. Obecnie biblioteka ma dwie filie wiejskie w Pamiątkowie i Otorowie oraz jedną filię miejską, przy ulicy Łąkowej. Zbiory szamotulskiej biblioteki wynoszą około 100 tysięcy wolumenów.
Poza biblioteką miejsko-gminną w Szamotułach działa również Biblioteka Pedagogiczna (od 1953 roku) oraz Biblioteka Powiatowa (od 2000 roku).
W 1957 roku powstało w Szamotułach Muzeum Ziemi Szamotulskiej. Do 1989 roku muzeum miało swoją siedzibę w Baszcie Halszki, natomiast w 1989 roku zostało przeniesione do wyremontowanego Zamku Górków (remont trwał w latach 1976–1989). W wyniku remontu powstało założenie zamkowe składające się z zamku, baszty i trzech oficyn. W 1990 roku zmieniono nazwę na Muzeum – Zamek Górków w Szamotułach. Swą nazwę muzeum zaczerpnęło od znamienitego szesnastowiecznego rodu Górków, którzy zamieszkiwali Szamotuły, ale także Poznań, Sieraków i Koźmin. W tym samym roku muzeum uzyskało statut placówki państwowej. W latach 90 pozyskano ponad 6000 nowych zbiorów do muzeum, z czego ponad 1000 to obiekty związane ze sztuką cerkiewną. Pozyskano je z Urzędów Celnych. Od 1999 roku muzeum jest placówką powiatową. Zbiory muzeum to około 11 tysięcy obiektów. Do najcenniejszych należy jedna z największych kolekcji ikon (około 1500 sztuk, XVII, XVIII, XIX i początku XX wieku). W 2005 roku w szamotulskim muzeum zaczęto tworzyć również galerię malarstwa współczesnego, w której gromadzone są prace wyłącznie polskich artystów, namalowane nie wcześniej niż w 1945 roku. Dotychczas udało się zgromadzić prace między innymi Jerzego Nowosielskiego, Tadeusza Brzozowskiego, Janiny Kraupe – Świderskiej, Zbigniewa Makowskiego, Józefa Robakowskiego, Leona Tarasewicza, Edwarda Dwurnika, Andrzeja Szewczyka, Erny Rosenstein, Jana Berdyszaka czy Jarosława Modzelewskiego. 17 października 2008 na Zamku Górków miała miejsce prapremiera barokowej opery komicznej Heca albo polowanie na zająca na zamku Górków – uznawanej za najstarszą polską zachowaną operę.

## Oświata
W Szamotułach działa wiele placówek oświatowych – żłobki, przedszkola, szkoły podstawowe, gimnazja, szkoły ponadgimnazjalne oraz szkoła muzyczna.
- Przedszkola i żłobki:
  - Przedszkole nr 1 „Jarzębinka” – 1 września 1961 r. przedszkole „Caritas” sióstr zakonnych ze Zgromadzenia Sióstr Służebniczek Najświętszej Maryi Panny przejęte zostało przez władze państwowe, a nazwa została zmieniona na Państwowe Przedszkole nr 1 w Szamotułach. W 1977 roku przedszkolu nadano nazwę „Jarzębinka”. Do przedszkola uczęszcza ponad 140 dzieci[89].
  - Przedszkole nr 3 „Rzepka” – powstało w 1958 roku. Do 1996 roku nosiło nazwę „Przedszkole przy Cukrowni”, a to z uwagi na to, że znajduje się na osiedlu mieszkaniowym zbudowanym pierwotnie z myślą o pracownikach szamotulskiej cukrowni[90].
  - Przedszkole nr 4 „imienia Janka Wędrowniczka” – powstało w 1977 roku, jego siedziba znajduje się w tak zwanej willi Dullina, od nazwiska dawnego właściciela lekarza Dullina. Do przedszkola uczęszcza około 100 dzieci[91].
  - Przedszkole nr 5 „Miś” – do przedszkola uczęszcza około 140 dzieci[92]. Ponadto w Szamotułach działają 3 niepubliczne przedszkola i dwa niepubliczne żłobki[93][94][95][96].
- Szkoły Podstawowe:
  - Szkoła Podstawowa nr 1 im. Stanisława Staszica – budowa szkoły została rozpoczęta w 1925 roku i zakończona w 1928 roku. W 1929 roku rozpoczęto budowę sali gimnastycznej, którą ukończono rok później. Do szkoły uczęszcza ponad 770 uczniów[6][97][98].
  - Szkoła Podstawowa nr 2 im. Marii Konopnickiej – szkoła uznawana za spadkobierczynię szkoły parafialnej z 1445 roku fundacji Dobrogosta Świdwy Szamotulskiego. Do szkoły uczęszcza około 230 dzieci. Zajęcia odbywają się w budynku z lat 70 XIV wieku[6][99][100].
  - Szkoła Podstawowa nr 3 im. Adama Mickiewicza – szkoła została założona w 1946 roku, początkowo znajdowała się w budynku szkoły podstawowej nr 1. Z czasem z uwagi na znaczący przyrost dzieci po II wojnie podjęto decyzję o budowie odrębnego gmachu szkolnego. Budowę rozpoczęto w 1955 roku, a zakończono w 1957 roku. Do szkoły uczęszcza około 850 uczniów[101].
  - Szkoła Podstawowa nr 5 im. Jana Brzechwy (specjalna) – wspólnie z Gimnazjum nr 2 oraz Szkołą Specjalną Przysposabiającą Do Pracy tworzą Zespołu Szkół Specjalnych im. Jana Brzechwy. Szkoła podstawowa została założona w 1990 roku. Do zespołu szkół uczęszcza około 100 uczniów[102].
- Gimnazja
  - Gimnazjum nr 1 im. Powstańców Wielkopolskich – szkoła znajduje się w budynku dawnej szkoły Gimnazjum i Liceum ks. Piotra Skargi z II połowy XIX wieku, w 1929 roku przy szkole wybudowano salę gimnastyczną[103].
  - Gimnazjum nr 2 im. Jana Brzechwy (specjalne) – wspólnie ze Szkołą Podstawową nr 5 oraz Szkołą Specjalną Przysposabiającą Do Pracy tworzą Zespołu Szkół Specjalnych im. Jana Brzechwy. Szkoła podstawowa została założona w 1990 roku. Do zespołu szkół uczęszcza około 100 uczniów[102].
  - Gimnazjum nr 3 im. ks. Piotra Skargi – szkoła funkcjonuje w jednym budynku razem z Liceum Ogólnokształcącym im. ks. Piotra Skargi i razem tworzą Zespół Szkół nr 1 Gimnazjum i Liceum im. ks. Piotra Skargi w Szamotułach (jest to odwołanie do historycznej nazwy szkoły z 1933 roku). Pierwsze Gimnazjum im. ks. Piotra Skargi w Szamotułach powstał w 1919 roku na bazie dawnej, wyższej niemieckiej szkoły rolniczej. Pierwotnie były cztery klasy gimnazjalne oraz dwie klasy wyższe rolnicze (do 1921 roku), swojego patrona szkoła otrzymała w 1921 roku (Progimnazjum im. Piotra Skargi). W szkole od 1921 do 1933 roku ośmioletnie gimnazjum, przekształcone następnie w czteroletnie i dwuletnie liceum. Reforma szkolnictwa z 1948 zlikwidowała gimnazja, natomiast przywrócono je reformą szkolnictwa z 1999 roku. Do szkoły uczęszcza około 300 uczniów[104].
  - Gimnazjum nr 4 im. Stanisława Staszica – szkoła funkcjonuje w ramach Zespół Szkół nr 2 im. Stanisława Staszica[105].
- Szkoły Ponadgimnazjalne
  - Liceum Ogólnokształcące im. ks. Piotra Skargi (w ramach Zespołu Szkół nr 1 Gimnazjum i Liceum im. ks. Piotra Skargi w Szamotułach) – to najstarsza szkoła średnia w powiecie szamotulskim. Podobnie jak Gimnazjum nr 3 im. ks. Piotra Skargi powstało na bazie dawnej, wyższej niemieckiej szkoły rolniczej. Dwuletnie liceum kończące się maturą powstało w 1933 roku po przekształceniu ośmioletniego gimnazjum. Po drugiej wojnie światowej systematycznie rosła liczba uczniów (w 1966 roku – 588 uczniów) i niewystarczająca baza dydaktyczna spowodowały konieczność wybudowania nowego obiektu. W 1977 roku przy ulicy Mickiewicza oddano do użytku nowy budynek szkolny wraz z salą gimnastyczną. W 1988 roku dokonano rozbudowy obiektu o 6 sal dydaktycznych i szatnie[104]. W latach 2015–2016 przy szkole wybudowano nowe boiska, bieżnie i skocznie oraz ogłoszono przetarg na budowę nowej hali sportowej o wymiarach 44x28x8 m[106].
  - Zespół Szkół nr 2 im. Stanisława Staszica – placówka podobnie jak Zespół Szkół nr 1 Gimnazjum i Liceum im. ks. Piotra Skargi w Szamotułach wywodzi się ze szkoły rolniczej założonej we Wschowie w 1877 roku, a przeniesionej w 1880 roku do Szamotuł. W 1919 roku szkoła została przejęta przez państwo polskie, a w 1921 przestała istnieć szkoła rolnicza. W 1946 roku w Edwardowie utworzono Państwowe Męskie Liceum Gospodarstwa Wiejskiego, w 1948 roku szkołę przeniesiono do Szamotuł zmieniono też nazwę na Liceum Produkcji Roślinnej, a następnie na Liceum Hodowlane. W latach 1950–1956 szkoła istniała pod nazwą Państwowe Technikum Hodowlane, z kolei od 1956 do 1974 roku szkoła nosiła nazwę Państwowe Technikum Rolnicze. W latach 1974 do 1976 nazwa szkoły brzmiała – Zasadnicza Szkoła Rolnicza, a w 1976 została przekształcona w Zespół Szkół Rolniczych. Od 1977 roku szkoła ma swojego patrona – Stanisława Staszica. Aktualnie w skład zespołu szkół wchodzi: Gimnazjum nr 4, II Liceum Ogólnokształcące, Technikum nr 1, Szkoła Policealna nr 2 dla Dorosłych[105][107].
  - Zespół Szkół nr 3 im. Hugona Kołłątaja przy ul. Mickiewicza
- Szkoła Muzyczna I i II stopnia im. Wacława z Szamotuł – państwowa szkoła muzyczna pierwszego stopnia została uruchomiona w 1981 roku, z kolei w 1990 roku uruchomiono szkołę drugiego stopnia (nabór wstrzymany w latach 1996–2003). Przy szkole działa Społeczne Ognisko Muzyczne prowadzone przez Poznańskie Stowarzyszenie Ognisk Artystycznych w Poznaniu[108][109].

## Sport
Szamotuły dysponują dużą i nowoczesną bazą sportową. Przy ulicy Sportowej znajduje się kompleks w ramach którego funkcjonuje stadion piłkarski, basen, hala i hotel.
Stadion piłkarski został zbudowany w 1923 roku, a następnie w 1986 rozbudowany z okazji dożynek z udziałem władz centralnych (na dożynkach gościł między innymi Wojciech Jaruzelski). Stadion został zmodernizowany na początku XXI wieku. W 2006 roku rozegrane na nim zostały dwa mecze fazy grupowej Mistrzostw Europy U-19 w piłce nożnej (Szkocja-Portugalia i Turcja – Portugalia). Stadion z trzech stron otoczony jest trybunami, jedna z nich przy budynku klubowym jest zadaszona. Stadion mieści około 3 tys. osób, z czego blisko 2400 miejsc to miejsca siedzące. Płyta stadionu ma wymiary 105×68 m, wokół murawy znajduje się żużlowa bieżnia lekkoatletyczna. W 2012 roku z okazji obchodów 90 lecia istnienia klubu Sparta Szamotuły, stadion został nazwany imieniem wieloletniego trenera i działacza tego klubu – Stanisława Kurowskiego. Przy stadionie znajdują się dwie płyty treningowe ze sztucznym oświetleniem, każda z nich o wymiarach 94,4×62,2m. 31 sierpnia podpisano umowę na modernizację boisk treningowych, w tym budowa jednej płyty ze sztuczną nawierzchnią oraz montaż nowego oświetlenia. Wartość projektu wynosi około 2 mln złotych.
Przy stadionie znajduje się Hotel Maraton zbudowany w 1977 roku, pierwotnie posiadał 24 pokoje, znajdowały się w nim również szatnie i biura klubu sportowego (przeniesione następnie do budynku przy stadionie). W 2014 roku zakończono rozbudowę hotelu o wartości 7 mln złotych, w wyniku której powstało 50 pokoi (cztery 1-osobowe, czterdzieści trzy 2-osobowe, dwa 3-osobowe oraz jeden dla osoby niepełnosprawnej). Ponadto powstała nowa kuchnia, jadalnia, sala bankietowa i sala konferencyjna. Hotel uzyskał status trzygwiazdkowego. W wyniku rozbudowy powstał również łącznik z Halą Wacław.
Obok Hotelu Maraton znajduje się Hala Widowiskowo-Sportowa Wacław (od imienia muzyka Wacława z Szamotuł). Akt erekcyjny pod budowę hali wmurowano w 1984 roku. Rok później, w grudniu 1985 roku, dokonano podniesienia zmontowanego na ziemi dachu, był to pierwszy w Polsce duży dach wykonany tym sposobem. Płyta hali wykonana z nawierzchni pulastic ma powierzchnię 1000 metrów kwadratowych i mieście pełnowymiarowe boiska do koszykówki, siatkówki, piłki halowej czy tenisa ziemnego. Hala posiada stałe trybuny o pojemności 680 miejsc podzielone na trzy sektory. Ponadto w budynku hali znajdują się również: cztery szatnie wraz z łazienkami, sala konferencyjna, sala fitness, siłownia oraz grota solna. Po przebudowie Hotelu Maraton, we froncie hali od 2014 roku znajduje się recepcja hotelu. Hala Wacław połączona jest również łącznikiem z basenem. Pod koniec 2016 roku rozpocznie się przebudowa hali. Wartość projektu to około 5 mln złotych. W wyniku przebudowy zostanie zlikwidowana cześć stałych trybun, w to miejsce powstaną trybuny rozsuwane, dzięki temu powiększona zostanie płyta hali.
Basen powstał jako ostatni obiekt przy ulicy Sportowej. W obiekcie znajduje się 25-metrowy, 6 torowy basen sportowy z niewielką trybuną, basen rekreacyjny, sztuczna rzeka, jacuzzi, sauna i 86 metrowa zjeżdżalnia.
Z kolei przy ulicy Targowej na tak zwanych „Pioszczychach” znajduje się ośrodek sportowo-rekreacyjny. W 1975 roku wybudowano w tym miejscu 50 metrowy basen letni, brodzik, szatnie, budynek sezonowej kawiarni oraz 6 kortów tenisowych (z czasem powstały dwa kolejne). Korty tenisowe znajdują się w dobry stanie, natomiast sam basen, jego otoczenie i budynki wymagają remontu.
Niedaleko, przy ulicy Wojska Polskiego, w pobliżu szamotulskiej wieży ciśnień znajdują się również korty tenisowe TKKF „Wacław”.
W 2006 roku, przy ulicy Adama Mickiewicza, na terenie Zespołu Szkół numer 3 oddano do użytku nową halę sportową „Nałęcz”. Obiekt o wymiarach 46,16m x 28,52m x 8m posiada nowoczesną nawierzchnię powierzchniowo – elastyczną na drewnianym ruszcie krzyżowym. Duża płyta pozwala grać w koszykówkę, siatkówkę oraz piłkę ręczną jednocześnie na trzech boiskach, lub w tenisa ziemnego na dwóch kortach. Obiekt posiada wysuwane trybuny z około 300 miejscami siedzącymi, 9 szatni z zapleczem, pokoje dla trenerów, saunę, siłownię, gabinet odnowy biologicznej oraz salę fitness.
Niedaleko hali Nałęcz, również na terenie Zespołu Szkół numer 3, przy ulicy Jana Pawła II, w 2011 roku oddano do użytku powiatowe centrum lekkoatletyczne. Na stadionie powstała 300 metrowa tartanowa bieżnia, skocznie i rzutnie, boisko do piłki nożnej i siatkówki, niewielka trybuna, natomiast w budynkach dawnych warsztatów powstały szatnie i pokoje dla trenerów. Obiekt kosztował około 2 mln złotych.
Po drugiej stronie ulicy Jana Pawła II znajdują się boiska i bieżnie Zespołu Szkół nr 1 zmodernizowane w latach 2015–2016. W 2016 roku powinna rozpocząć się również budowa nowej hali sportowej. Obecna sala gimnastyczna jest niewystarczająca, posiada tylko jedno boisko.
W 2009 roku przy Szkole Podstawowej nr 3 powstały boiska typu Orlik. W 2013 roku przy Szkole podstawowej nr 1 powstało nowe wielofunkcyjne boisko ze sztuczną nawierzchnią. Natomiast przy Szkole podstawowej nr 2, nowe boisko zostało oddane do użytku w 2016 roku.
15 grudnia 1649 roku aktem króla Jan Kazimierza zostało powołane Kurkowe Bractwo Strzeleckie w Szamotułach. W 1995 roku bractwo zostało reaktywowane, a w 1996 zostało przyjęte w skład Zjednoczenia Kurkowych Bractw Strzeleckich RP.
W 1887 roku w Szamotułach powstało Towarzystwo Gimnastyczne Sokół.
W Szamotułach działa kilka klubów sportowych między innymi: UKS Szamotulanin (siatkówka), Sparta Szamotuły (od 1922 roku, piłka nożna), Międzyszkolny Klub Sportowy „Baszta” (lekkoatletyka), Szamotulski Klub Tenisowy (tenis ziemny), Młodzieżowy Klub Tenisowy w Szamotułach (tenis ziemny) czy Klub brydżowy „Kleks” W szamotulskiej szkółce piłkarskiej wychowano kilku cenionych zawodników takich jak: Łukasz Fabiański, Jakub Wawrzyniak, Łukasz Załuska, Radosław Cierzniak, Jarosław Fojut, Grzegorz Rasiak, Maciej Rybus czy Maciej Gostomski. Obok piłki nożnej chyba drugim najpopularniejszym sportem w Szamotułach jest siatkówka, a to za sprawą powstałego w 1995 roku klubu UKS Szamotulanin, który kultywuje szamotulskie tradycje siatkówki kobiecej z lat 60 i 70. Aktualnie w ramach klubu działa drużyna kadetek i dwie drużyny młodziczek, tym samym trenuje w nim około 60 dziewcząt. Przy klubie w 2013 roku powstała również Akademia Siatkówki UKS Szamotulanin, której celem jest szkolenie dziewcząt z szamotulskich szkół podstawowych. W latach 2005–2014 w Szamotułach rozgrywano turniej siatkarski o Superpuchar Polski kobiet w siatkówce, w którym brały udział cztery najlepsze drużyny z Ligi Siatkówki Kobiet. Od 2015 roku rozgrywki zostały przeniesione do Zawiercia, a Szamotułach rozgrywany jest międzynarodowy turniej Szamotuły Cup z udziałem dwóch drużyn z polskiej ligi (w 2016 roku Impel Wrocław – brązowy medalista oraz Budowlani Łódź – 3 miejsce w Pucharze Polski) oraz dwóch drużyn z zagranicy – Mistrza Niemiec i Mistrza Czech.
Od 2011 r. w Szamotułach rokrocznie odbywa się Szamotuły Samsung Półmaraton.

## Wspólnoty wyznaniowe
- Kościół rzymskokatolicki:
  - parafia Świętego Krzyża
  - parafia Matki Bożej Pocieszenia i św. Stanisława Biskupa
- Świadkowie Jehowy:
  - zbór Szamotuły (Sala Królestwa ul. Borowa 1A)[140].

## Miasta partnerskie

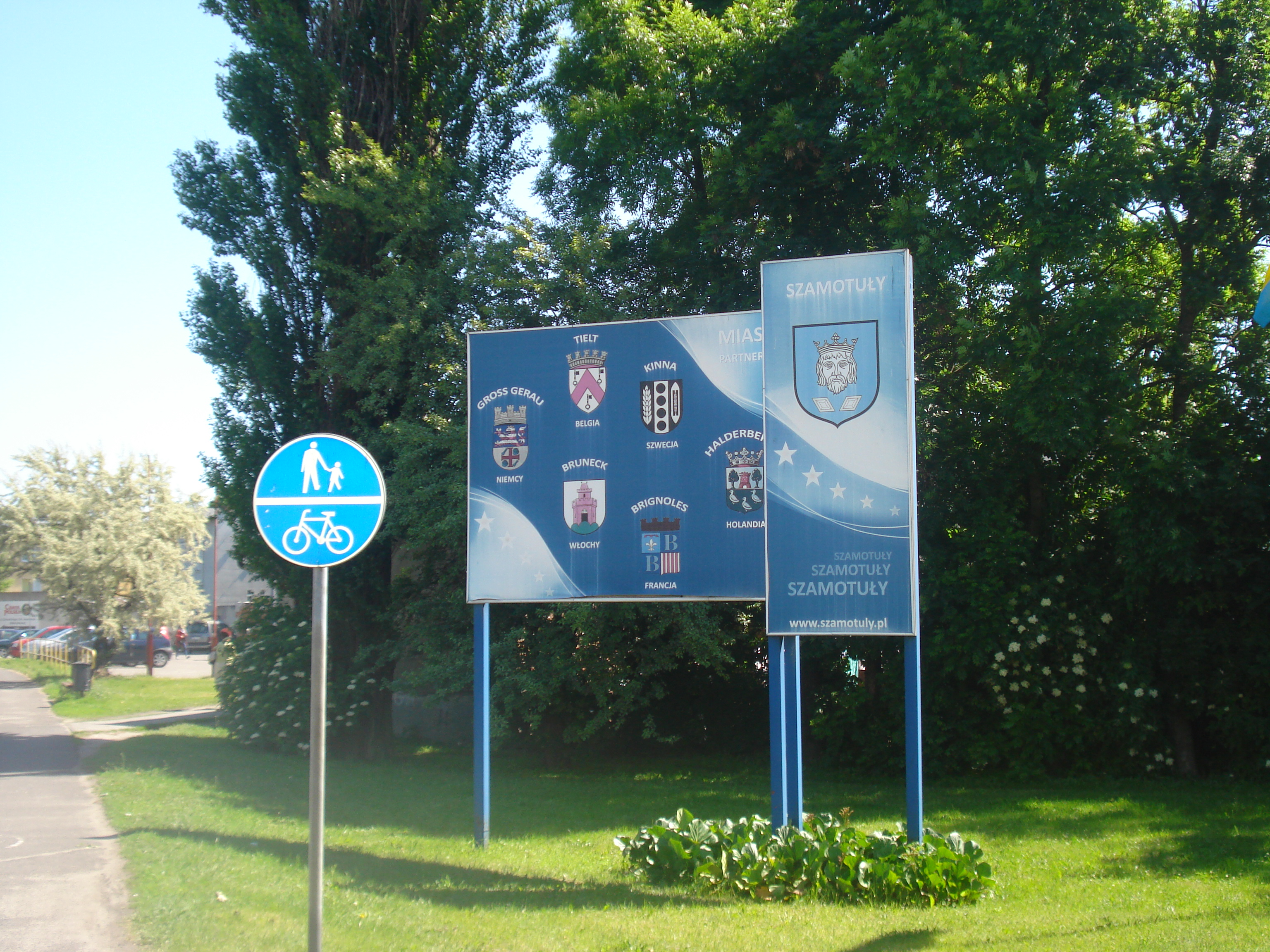
Tablica z herbami Miast Partnerskich w Szamotułach

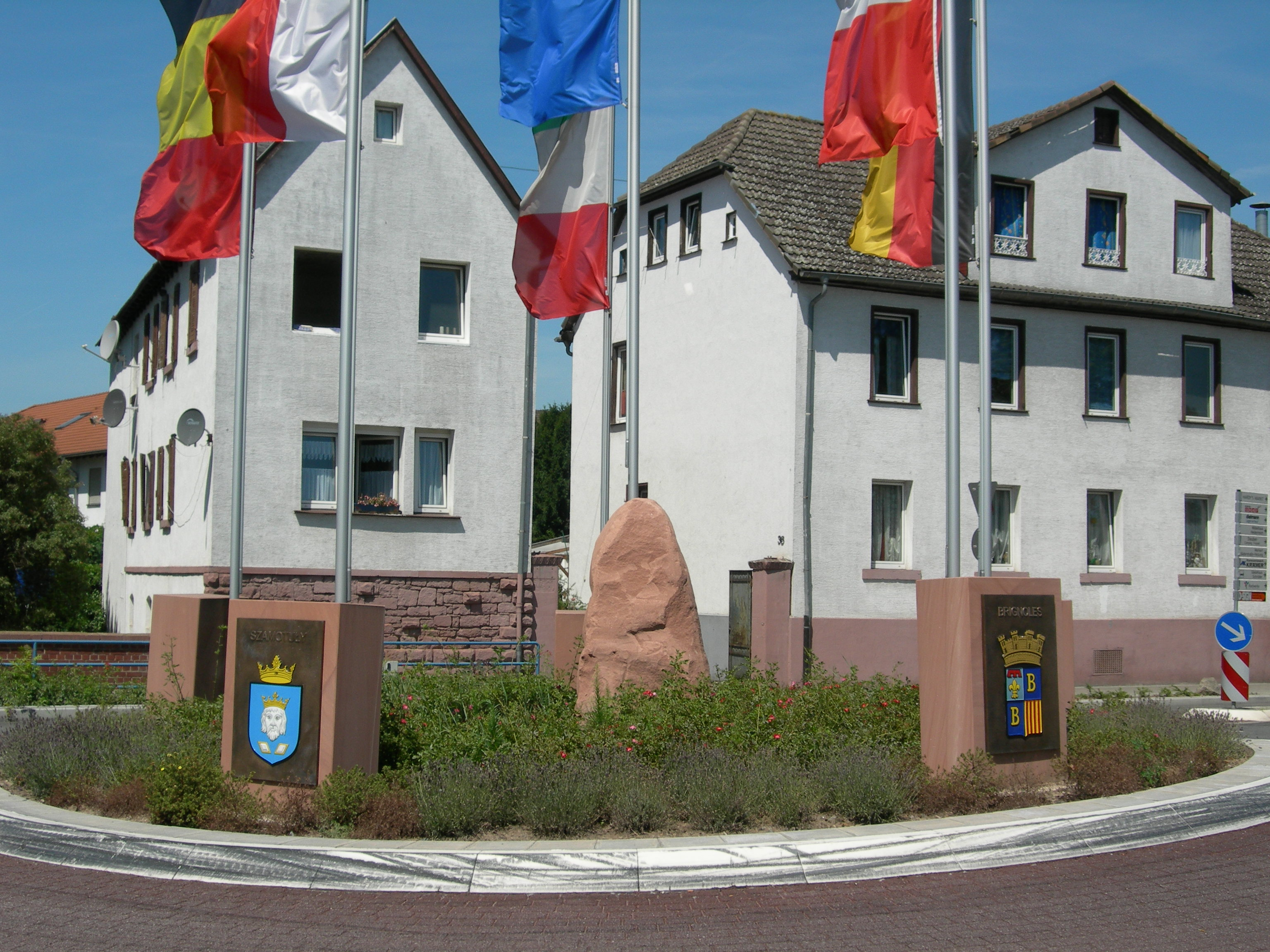
Groß-Gerau – herby miast partnerskich Szamotuł i Brignoles

Szamotuły w 1989 roku aktywnie rozpoczęły współpracę międzynarodową. W tym roku podpisały umowę o współpracy z niemiecki miastem Groß-Gerau. Tym samym weszły do grupy miast zaprzyjaźnionych z którymi nawiązały współpracę. Oprócz Groß-Gerau, były to także francuskie Brignoles, belgijskie Tielt oraz włoskie Brunico. Miasta te prowadziły ze sobą współpracę partnerską od 1959 roku. Formalnie Szamotuły podpisały umowy z kolejnymi miasta w 1996 (Brignoles) 1997 (Brunico) i 1998 roku (Tielt). Współpraca z tymi miastami układa się bardzo dobrze i została doceniona nagrodami Komisji Europejskiej (Złota Gwiazda Partnerstwa) oraz Rady Europy (Dyplom Europy). W umowach partnerskich miasta jako obszary współpracy wskazały między innymi: sport, kulturę, wymianę młodzieży, turystykę, rolnictwo i leśnictwo, ochronę przyrody i ochronę zdrowia oraz administrację samorządową. Ponadto w ramach współpracy, co roku w innym mieście organizowane są Dni Europy. W trakcie których mieszkańcy mają okazję zobaczyć twórczą artystyczną przedstawicieli miast partnerskich. Na każde Dni Europy przyjeżdżają kilkudziesięcioosobowe delegacje z miast zaprzyjaźnionych. Ostatnie Dni Europy w Szamotułach odbyły w dniach od 12 do 14 czerwca 2015 roku. Ponadto w ramach współpracy, co roku w innym mieście organizowane są również obozy młodzieżowe. Stałym elementem partnerstwa miast są również coroczne Targi Wiosenne w Brignoles, na których rzemieślnicy z miast partnerski prezentują swoje wyroby. Co roku organizowane są również konferencje burmistrzów, na których podsumowuje się współpracę w bieżącym roku i planuje działania na kolejny rok. Oprócz imprez cyklicznych, w ramach współpracy partnerskiej organizowana jest wymiana pracowników samorządowych, młodzieży, sportowców i mieszkańców.
Poza powyższymi miastami Szamotuły w 1991 roku nawiązały również partnerstwo z holenderskim Halderberge (dawniej Oud en Nieuw Gastel) i szwedzkim Kinna. W pierwszych latach współpraca z tymi miastami była bardzo intensywna. Następnie osłabła, szczególnie w przypadku holenderskiego Oud en Nieuw Gastel, które zostało wcielone do nowej gminy Halderberge. W 2001 roku podczas Dni Szamotuł uroczyście odnowiono umowę partnerską z Halderberge. W 2011 roku z uwagi na konieczność zerwania wszystkich umów partnerskich przez Halderberge umowa została zamieniona na partnerstwo honorowe.
Współpraca z miastami partnerskimi zaowocowała również znaczącą pomocą dla Szamotuł i całej gminy, szczególnie w pierwszych latach transformacji gospodarczej miasta partnerskie w miarę swoich możliwości oferowały pomoc finansową i rzeczową (m.in. dwa używane wozy strażackie, czy używany autobus szkolny).